# 2ТЭ25К
2ТЭ25К «Пересвет» (2-секционный Тепловоз с Электропередачей, 25-я серия, Коллекторный) и его модификации — первый российский грузовой магистральный двухсекционный тепловоз с шестиосными секциями и электрической передачей переменно-постоянного тока и коллекторными тяговыми электродвигателями. Выпускается на Брянском машиностроительном заводе.
Базовая модель 2ТЭ25К выпускалась с 2005 по 2009 год. С 2014 года серийно выпускается усовершенствованная модификация 2ТЭ25КМ с двигателем повышенной мощности. С 2017 года появился трёхсекционный вариант с ещё более мощными двигателями в каждой секции — 3ТЭ25К2М, также планируется выпуск аналогичных двухсекционных локомотивов 2ТЭ25К2М. В 2019 году были созданы тепловозы модификации 2ТЭ25К3М и 3ТЭ25К3М в двух- и трёхсекционном исполнении, мощность которых составляет усреднённое значение между модификациями КМ и К2М.
Всего в период с 2005 по 2021 год было изготовлено более шестисот тепловозов семейства ТЭ25К. Подавляющее большинство локомотивов эксплуатируется на железных дорогах России, 15 тепловозов — на железных дорогах Монголии, четыре — в Узбекистане, два — в Казахстане и один в Туркменистане.

## История создания и производства

### Предпосылки к созданию
К началу 2000-х годов основой парка магистральных грузовых тепловозов в России были тепловозы семейства ТЭ10 и ТЭ116, выпускавшиеся на Луганском тепловозостроительном заводе на Украине. Эти локомотивы были созданы ещё в период СССР и в значительной степени устарели морально, а локомотивы первых выпусков к тому же были изношены физически и требовали замены. Применявшиеся на большей части тепловозов ТЭ10 двухтактные дизели 10Д100 значительно проигрывали четырёхтактным по расходу горюче-смазочных материалов и уровню выброса вредных веществ.
В связи с этим было признано целесообразным обновление парка этих тепловозов на новые, и наряду с закупками на Украине тепловозов 2ТЭ116У, являющихся обновлённой версией 2ТЭ116, соответствующей современным требованиям, было принято решение об организации в России собственного производства тепловозов нового поколения, удовлетворяющих современным требованиям по безопасности, экономичности и удобству в эксплуатации и превосходящих в техническом отношении семейство ТЭ116.
Разработка нового семейства магистральных грузовых тепловозов, получившего название ТЭ25, была начата в первой половине 2000-х годов на Брянском машиностроительном заводе, до этого специализировавшемся на производстве маневровых тепловозов. Для новых тепловозов предполагалось создать новый кузов и кабину машиниста с современной системой управления, в то время как конструкция экипажной части и силовой установки в значительной степени унаследована от тепловозов 2ТЭ116У последних выпусков, выпускаемых на Луганском заводе. Проект локомотива был утверждён в 2004 году.
Одним из наиболее перспективных направлений развития тепловозостроения было создание тепловоза с электрической передачей переменно-постоянно-переменного тока и асинхронным тяговым приводом. По сравнению с коллекторными двигателями, асинхронные позволяли развить большую мощность и были более простыми в обслуживании, но в то же время требовали создания тяговых инверторов.
Ввиду первоначальных затруднений с освоением асинхронного тягового привода перспективного тепловоза и с целью отработки ряда его узлов и агрегатов в производстве было принято решение о создании грузового тепловоза переходной конструкции, использующего передачу переменно-постоянного тока с коллекторными двигателями и поосным регулированием силы тяги по типу опытного тепловоза 2ТЭ116КМ, а также унифицированную с 2ТЭ116 экипажную часть. В связи с этим для различия тепловозов 2ТЭ25 с коллекторным и асинхронным приводом первые получили наименование серии 2ТЭ25К, а вторые — 2ТЭ25А.

### Производство и модификации
Всего, по состоянию на март 2025 года, выпущено 910 тепловозов семейства «Пересвет», включая 15 тепловозов 2ТЭ25К, 753 тепловоза 2ТЭ25КМ, 139 тепловозов 3ТЭ25К2М, 1 тепловоз 2ТЭ25К2М, 1 тепловоз 2ТЭ25К3М и 1 тепловоз 3ТЭ25К3М. Данные по выпуску тепловозов по годам приведены в таблице:
| Год выпуска | Серия    | Количество тепловозов | Количество секций | Номера тепловозов                                            |
| 2005        | 2ТЭ25К   | 1                     | 2                 | 0001                                                         |
| 2007        | 2ТЭ25К   | 2                     | 4                 | 0002—0003                                                    |
| 2008        | 2ТЭ25К   | 9                     | 18                | 0004—0012                                                    |
| 2009        | 2ТЭ25К   | 3                     | 6                 | 0013—0015                                                    |
| 2014        | 2ТЭ25КМ  | 1                     | 2                 | 0001                                                         |
| 2015        | 2ТЭ25КМ  | 67                    | 134               | 0002—0068                                                    |
| 2016        | 2ТЭ25КМ  | 103                   | 206               | 0069—0170, 0249                                              |
| 2017        | 2ТЭ25КМ  | 88                    | 176               | 0171—0248, 0250—0258                                         |
| 2017        | 3ТЭ25К2М | 2                     | 6                 | 0001—0002                                                    |
| 2018        | 2ТЭ25КМ  | 102                   | 204               | 0259—0359, 0450                                              |
| 2019        | 2ТЭ25КМ  | 114                   | 228               | 0360—0449, 0451—0474                                         |
| 2019        | 3ТЭ25К2М | 10                    | 30                | 0003—0012                                                    |
| 2019        | 2ТЭ25К3М | 1                     | 2                 | 0001                                                         |
| 2019        | 3ТЭ25К3М | 1                     | 3                 | 0001                                                         |
| 2020        | 2ТЭ25КМ  | 44                    | 88                | 0475—0516, 0521, 0522                                        |
| 2020        | 2ТЭ25К2М | 1                     | 2                 | 0001                                                         |
| 2020        | 3ТЭ25К2М | 42                    | 123               | 0013—0054                                                    |
| 2021        | 2ТЭ25КМ  | 46                    | 92                | 0517—0520, 0523—0564                                         |
| 2021        | 3ТЭ25К2М | 55                    | 165               | 0055—0109                                                    |
| 2022        | 2ТЭ25КМ  | 74                    | 148               | 0565—0591, 0593—0612, 0614—0632, 0634, 0636—0639, 0661, 0662 |
| 2022        | 3ТЭ25К2М | 15                    | 45                | 0110—0124                                                    |
| 2023        | 2ТЭ25КМ  | 57                    | 114               | 0592, 0613, 0633, 0640—0660, 0663—0695                       |
| 2023        | 3ТЭ25К2М | 15                    | 45                | 0125—0139                                                    |
| 2024        | 2ТЭ25КМ  | 58                    | 116               | 0696—0753                                                    |
| Всего       | 2ТЭ25К   | 15                    | 30                | 0001—0015                                                    |
| Всего       | 2ТЭ25КМ  | 753                   | 1506              | 0001—0753                                                    |
| Всего       | 2ТЭ25К2М | 1                     | 2                 | 0001                                                         |
| Всего       | 3ТЭ25К2М | 139                   | 417               | 0001—0139                                                    |
| Всего       | 2ТЭ25К3М | 1                     | 2                 | 0001                                                         |
| Всего       | 3ТЭ25К3М | 1                     | 3                 | 0001                                                         |

#### 2ТЭ25К

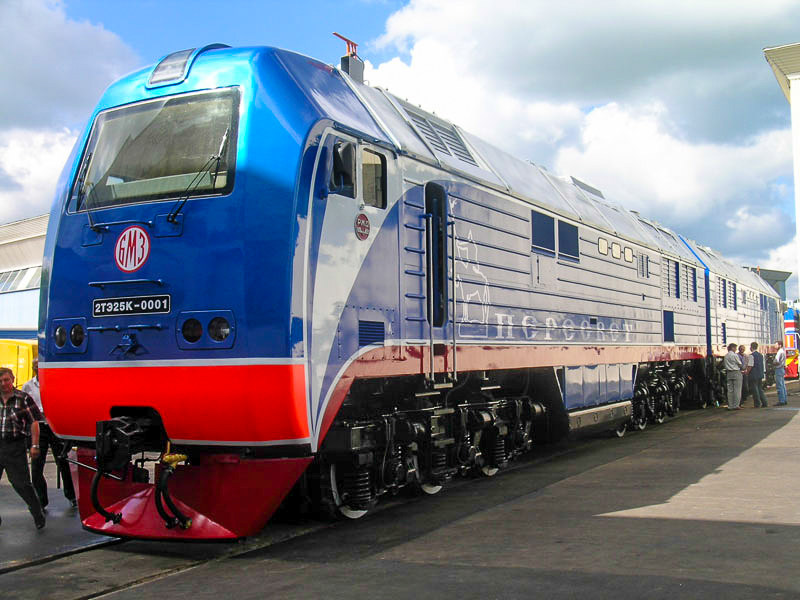
2ТЭ25К-0001 в стандартной синей окраске

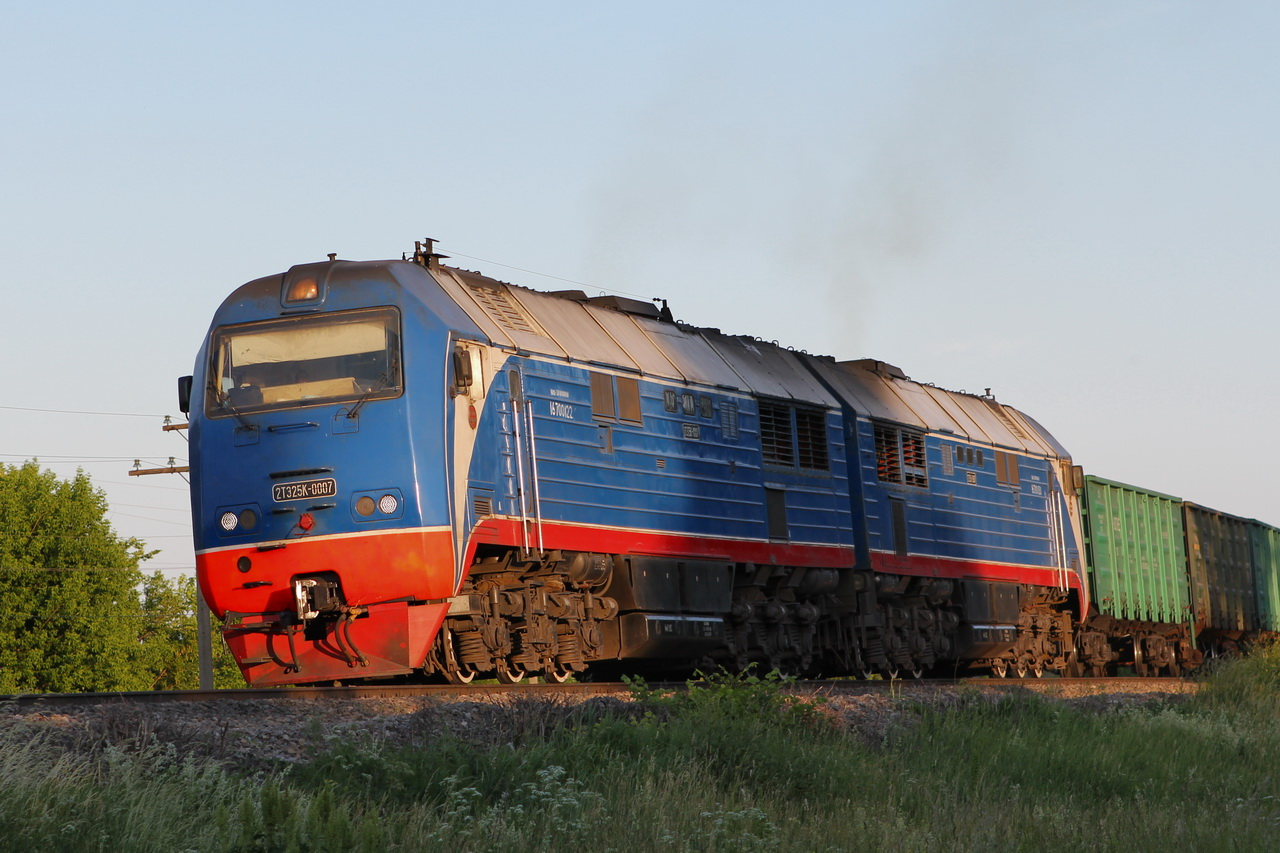
Тепловоз 2ТЭ25К-0007 с грузовым поездом

Первый тепловоз 2ТЭ25К-0001 был изготовлен в июле 2005 года. В августе состоялась его презентация на территории депо кольца ВНИИЖТ в Щербинке, приуроченная к Дню железнодорожника.
В августе 2007 года приёмочная комиссия закончила сертификационные испытания, и было получено разрешение на производство установочной серии из 20 машин. По мере выпуска их количество было решено сократить, поскольку на фоне нового тепловоза 2ТЭ25А аналогичной конструкции с асинхронным приводом дальнейшее производство тепловозов с коллекторными двигателями виделось бесперспективным. В итоге с 2007 по 2009 год было выпущено ещё 14 тепловозов с номерами 0002 — 0015. Все эти тепловозы, как и первый, получили окраску синего цвета с белыми полосами.
К 2009 году были завершены испытания и сертификация тепловоза 2ТЭ25А и устранены основные недостатки в работе оборудования, поэтому в дальнейшем к выпуску тепловозов 2ТЭ25К было решено не возвращаться, поскольку Луганский завод на Украине продолжал выпуск локомотивов 2ТЭ116У схожего класса. Вместо этого Брянский завод начал серийное производство тепловозов 2ТЭ25А.

#### 2ТЭ25КМ

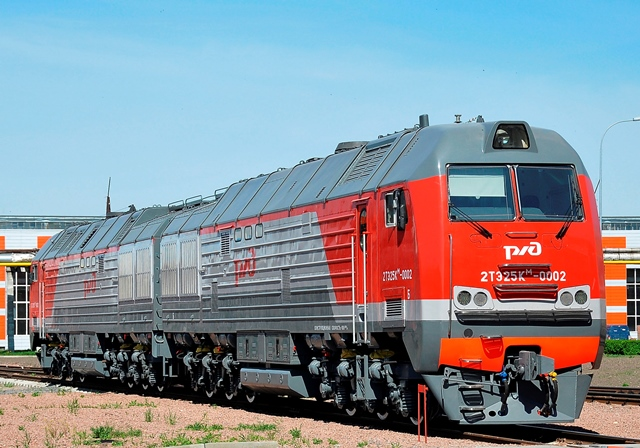
2ТЭ25К^{М}−0002 в красно-серой окраске РЖД

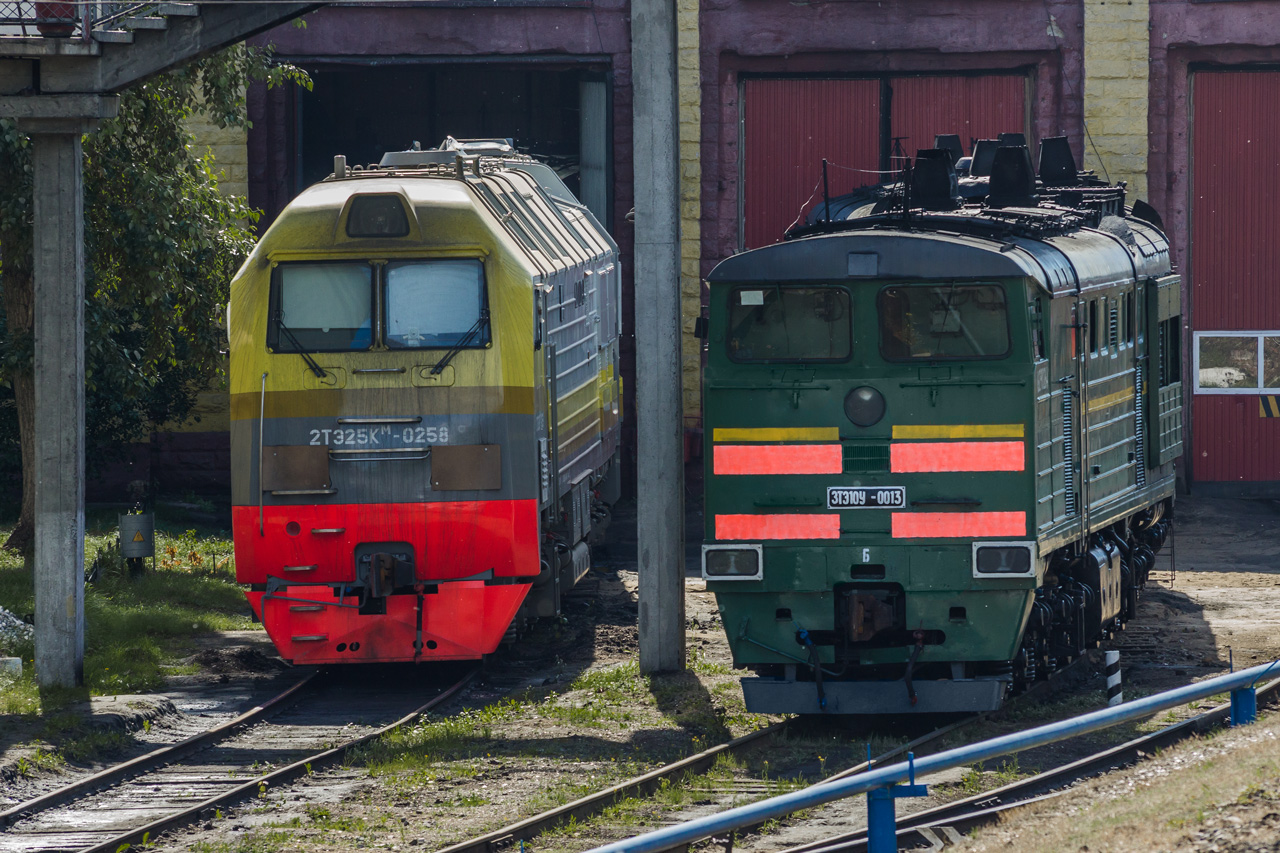
Тепловозы 2ТЭ25К^{М}−0258 в жёлто-серой окраске СУЭК и 3ТЭ10У-0013 в депо ТЧЭ-14. Устаревшие тепловозы 2ТЭ10М и 2ТЭ10У являются основной серией, замещаемой 2ТЭ25К^{М}

Дальнейшим развитием тепловоза 2ТЭ25К стал тепловоз 2ТЭ25КМ (М — модифицированный). От базовой модели он отличался использованием дизель-генераторной силовой установки 18-9ДГ от тепловоза 2ТЭ116У и более современного оборудования, включая систему управления, а также незначительными изменениями в конструкции кузова. Главная рама перепроектирована с учётом размещения дизель-генератора 18-9ДГ, изменено расположение оборудования и некоторые системы. За счёт использования дизель-генератора от 2ТЭ116У тепловоз стал несколько мощнее предшественника 2ТЭ25К.
Первоначально выпуск усовершенствованного варианта 2ТЭ25К не предполагался, поскольку локомотивы схожего класса поставлял Луганский тепловозостроительный завод, а Брянский завод взял курс на выпуск и развитие тепловозов с асинхронным приводом. Однако в 2014 году из-за политического кризиса и вооружённого конфликта на Украине Луганский завод снизил объём поставок и находился на грани закрытия. Ввиду неопределённости с дальнейшими поставками тепловозов серии 2ТЭ116У для ОАО «РЖД», была поставлена задача в сжатые сроки создать аналог данного тепловоза для производства на Брянском машиностроительном заводе с минимальным переоснащением его производственных мощностей, поскольку перевозчик не был готов к масштабному обновлению парка на тепловозы с асинхронным приводом.
Опыт эксплуатации и обслуживания тепловозов 2ТЭ25А, серийно выпускаемых заводом, имелся только в депо Тында, в то время как для остальных же депо, где в основном эксплуатировались 2ТЭ116 и работники депо не имели опыта обслуживания тепловозов с асинхронными двигателями, было решено поставлять более современный аналог тепловоза 2ТЭ25К с коллекторными двигателями и силовой установкой, аналогичной 2ТЭ116У.
Проектные работы по компоновке оборудования были завершены в 2014 году в сжатые сроки, и через 70 дней после окончательного утверждения проекта в конце года был изготовлен первый локомотив серии. Первый тепловоз с номером 0001 был выпущен в декабре 2014 года, а с февраля 2015 года было начато массовое серийное производство этих тепловозов, продолжающееся по настоящее время, притом в значительно большем количестве, чем 2ТЭ25А. К февралю 2020 года построено не менее 476 тепловозов серии, большинство которых было поставлено РЖД.
С завода тепловозы получали различные варианты окраски в зависимости от заказчика:
- для РЖД — трёхцветную красно-серую фирменную окраску компании с преобладанием красного цвета в зоне кабины и двух тонов серого по бокам, а также оранжевой полосой спереди на уровне автосцепки;
- для Сибирской угольной энергетической компании — четырёхцветную окраску из жёлтого, золотисто-коричневого, светло-серого и тёмно-серого цветов с оранжевым путеочистителем и полосой над автосцепкой;
- для Улан-Баторской железной дороги — окраску тёмно-синего цвета с голубыми и красными полосами по бокам и оранжевыми полосами и путеочистителем спереди;
- для компании БалтТрансСервис — окраску синего цвета с белой и красной полосами по бокам и оранжевыми полосами и путеочистителем спереди;
- для компании Шубарколь комир (Казахстан) — трёхцветную оранжево-серую окраску, аналогичную окраске тепловозов для РЖД;
- для Узбекской железной дороги — окраску синего цвета с белой и зелёной полосами по бокам и красными полосами и путеочистителем спереди;
- для Норилькой железной дороги — голубую окраску с белыми полосами переменной высоты с серым путеочистителем и оранжевыми полосами над ним

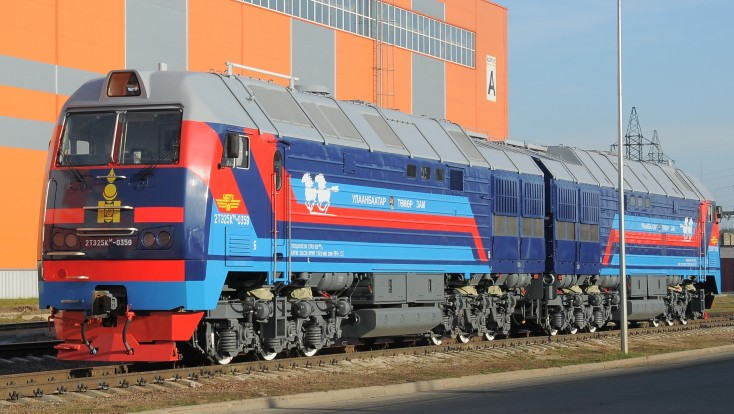
2ТЭ25КМ-0359 в сине-голубой окраске Улан-Баторской железной дороги
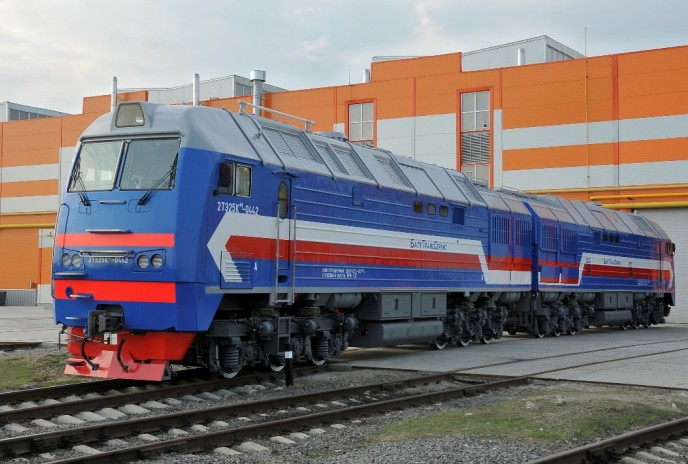
2ТЭ25КМ-0442 в синей окраске «БалтТрансСервиса»
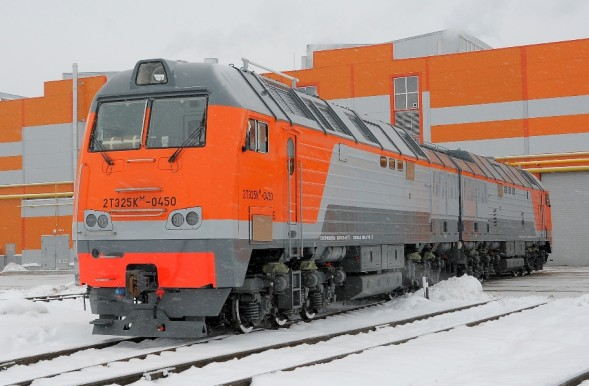
2ТЭ25КМ-0450 в оранжево-серой окраске «Шубарколь комир»

#### 2ТЭ25К2Ми 3ТЭ25К2М

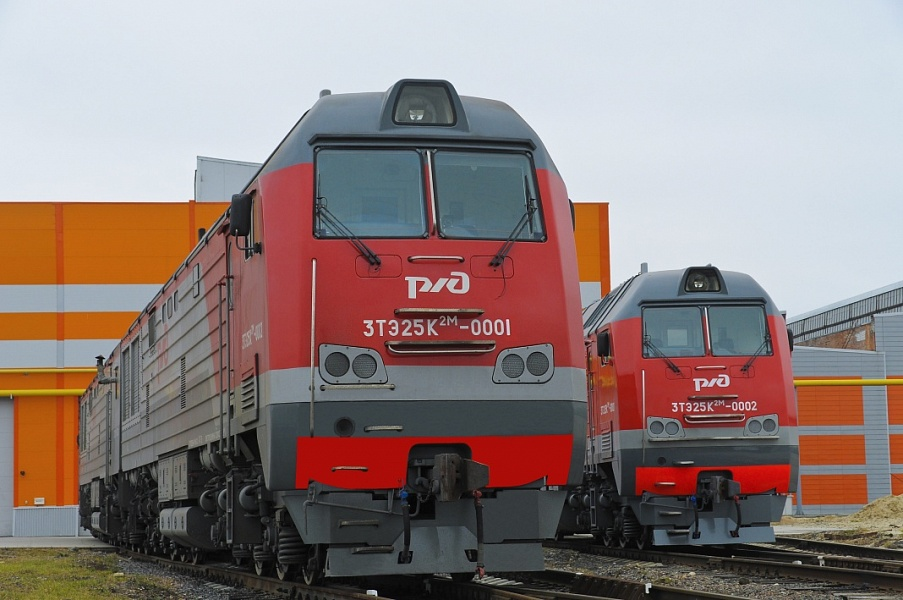
Тепловозы 3ТЭ25К^{2М} на заводе перед отправкой на БАМ в ТЧЭ-14 Новая Чара

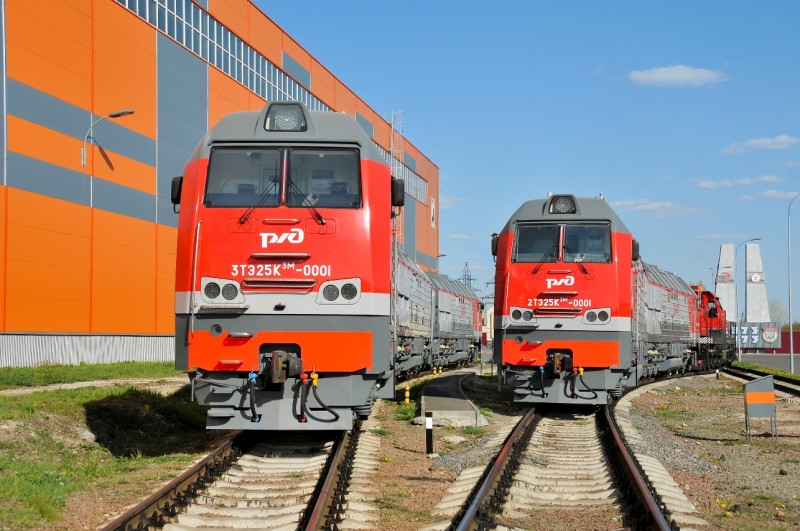
Тепловозы 3ТЭ25К^{3М} и 2ТЭ25К^{3М} на заводе

В 2016 году для вождения грузовых составов на горных маршрутах с большими уклонами или составов увеличенного веса на базе 2ТЭ25КМ был спроектирован тепловоз 2ТЭ25К2М (2-й модифицированный) увеличенной мощности. Также начиная с этой модификации было решено выпустить трёхсекционный вариант тепловоза 3ТЭ25К2М, у которого появилась средняя промежуточная секция, имеющая вместо традиционной кабины упрощённую кабину управления для маневрового движения с межсекционным переходом и плоской лобовой частью, у которой имеются небольшие окна спереди и справа. За счёт появления третьей промежуточной секции с кабиной упрощённой конструкции и увеличения мощности каждой секции на 17 % трёхсекционный 3ТЭ25К2М мощностью 9300 кВт стал сопоставим по своей мощности со спаркой двух тепловозов 2ТЭ25КМ общей мощностью 10600 кВт, работающих по системе многих единиц, однако при этом является более экономичным в эксплуатации. Для улучшения тяговых характеристик на подъёмах было решено увеличить сцепной вес локомотива и масса каждой секции по сравнению с предшественниками увеличилась на 3 тонны (147 тонн вместо 144), в результате чего осевая нагрузка увеличилась с 24 до 24,5 тонн.
Основное отличие от 2ТЭ25КМ заключается в применении более современного и мощного дизельного двигателя GEVO V12 американского производства мощностью 3100 кВт на секцию и иного тягового генератора, по аналогии с тепловозами серии 2ТЭ116УД, где применялся аналогичный дизель-генератор. По сравнению с тепловозами 2ТЭ25КМ также применены более надёжные системы безопасности, видеонаблюдения, регистрации и контроля параметров, обновлённая микропроцессорная система управления с лучшими характеристиками, немного изменена конструкция и расположение приборов пульта машиниста, применена усовершенствованная пневматическая тормозная система с модулем тормозного оборудования МТО Е.317 с интегрированной
функцией распределённого управления тормозами поезда и дистанционным тормозным краном. Для возможности эксплуатации локомотива в условиях холодного климата по сравнению с 2ТЭ25КМ с учётом опыта эксплуатации тепловозов 2ТЭ25А на Байкало-Амурской магистрали, где планируется внедрить и 3ТЭ25К2М, были усовершенствованы системы климат-контроля, обогрева и сбережения тепла в кабине машиниста, а в машинном отделении предусмотрена возможность забора прогретого воздуха изнутри для системы питания дизельного двигателя и работы вспомогательного оборудования, а топливная, водяная и воздушная системы лучше защищены от промерзания.
Сборка первых двух тепловозов 3ТЭ25К2М была завершена в феврале 2017 года, при этом второй тепловоз изначально планировался как двухсекционный и носил обозначение 2ТЭ25К2М, но позже его было решено дополнить третьей промежуточной секцией. Эти тепловозы получили новый ряд номеров, начиная с 0001. В марте 2018 года по завершении основного цикла испытаний первых двух тепловозов был получен сертификат соответствия, позволяющий начать серийное производство локомотивов данной серии в трёхсекционном и двухсекционном исполнении. Третий тепловоз серии был выпущен в середине 2019 года, а с конца года началось их серийное производство. В 2020 году был выпущен первый тепловоз 2ТЭ25К2М без промежуточной секции. Подавляющее большинство тепловозов выпускалось для ОАО «РЖД», все они получили трёхцветную красно-серую корпоративную окраску.
В 2021 году шесть тепловозов серии были заказаны компанией ООО «Эльга-Транс». Первые три из них были выпущены в мае этого же года и имели типовую конструкцию. У тепловозов второй партии, начиная с 0086, была применена новая конструкция кабины с наклонными буферными фонарями и накладными нижней и угловыми панелями. Все тепловозы получили четырёхцветную окраску с преобладанием тёмно-синего и серого цветов с голубыми и белыми полосами, а тепловозы новой партии с обновлённой кабиной — схожую окраску с чёрной лобовой частью и белыми накладными панелями снизу и по углам.
В 2022 году было объявлено, что ТМХ прекращает выпуск модификации 3ТЭ25К2М в виду проблем с импортными комплектующими, в первую очередь с дизельными двигателями GEVO. Для замены 3ТЭ25К2М создан локомотив 3ТЭ28, серийное производство которого намечено на 2023 год.

#### 2ТЭ25К3Ми 3ТЭ25К3М
В 2019 году для вождения грузовых составов увеличенного веса Брянский завод спроектировал очередную модификацию тепловоза 2ТЭ25КМ, получившую обозначение 2ТЭ25К3М (3-й модифицированный). В отличие от 2ТЭ25К2М, на нём устанавливается модифицированный дизель-генератор 18-9ДГ производства Коломенского завода, по конструкции схожий с дизель-генератором обычных 2ТЭ25КМ, но имеющий увеличенную мощность в 2850 кВт вместо 2648 кВт. Таким образом, по мощности новый тепловоз занимает промежуточное положение между 2ТЭ25КМ и 2ТЭ25К2М. Также в сравнении с базовой модификацией был увеличен сцепной вес локомотива.
В апреле 2019 года по данному проекту был изготовлен один двухсекционный и один трёхсекционный тепловоз, получившие обозначения 2ТЭ25К3М и 3ТЭ25К3М соответственно. Для обоих модификаций были выделены собственные номерные диапазоны, и оба опытных локомотива получили номера 0001.
Модификация серийно не производилась, но была взята за основу при разработке тепловоза 3ТЭ28.

## Общие сведения
Магистральные тепловозы семейства 2ТЭ25К «Пересвет» предназначены для вождения грузовых поездов на магистральных железных дорогах колеи 1520 мм при температуре окружающего воздуха от −50 °С до +40 °С. Они являются первыми представителями нового перспективного семейства магистральных тепловозов ТЭ25 с передачей переменно-постоянного тока и поосным регулированием тяги, создаваемого Брянским заводом.
По конструкции механической части тепловозы 2ТЭ25К «Пересвет» унифицированы с тепловозами 2ТЭ25А «Витязь», которые отличаются от первых асинхронным тяговым приводом и иной силовой установкой.
Тепловозы 2ТЭ25К позиционируются как основная замена для технически изношенных локомотивов серий 2ТЭ10 всех индексов, в первую очередь 2ТЭ10В и 2ТЭ10М с устаревшими двухтактными дизельными двигателями, а в дальнейшем 2ТЭ10У и 2ТЭ116 с четырёхтактными двигателями.
На тепловозах 2ТЭ25К и 2ТЭ25КМ применены четырёхтактные дизели семейства Д49 производства Коломенского завода, схожие с применяемыми на 2ТЭ116У, однако за счёт системы поосного регулирования тяги тепловозы семейства ТЭ25 имеют улучшенные характеристики при разгоне по сравнению с ними. На тепловозах 2ТЭ25К3М и 3ТЭ25К3М применяется более мощная версия данного двигателя, а на 2ТЭ25К2М и 3ТЭ25К2М — ещё более мощный четырёхтактный дизель GEVO V12.

### Составность

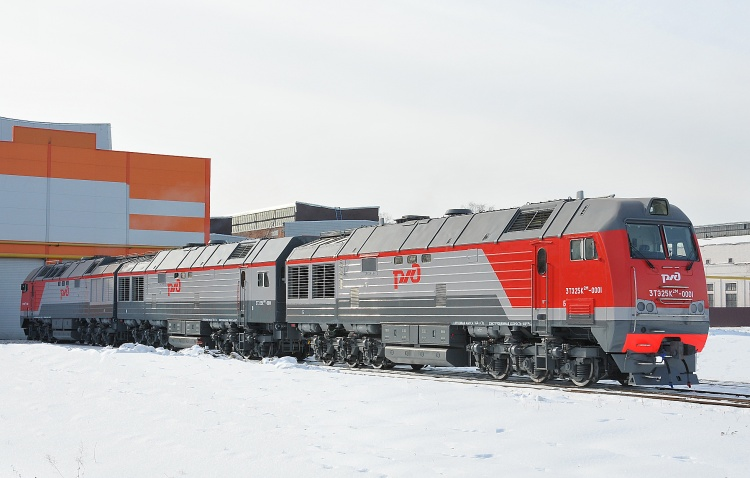
Тепловоз 3ТЭ25К^{2М}−0001 в составе трёх секций — головных и промежуточной

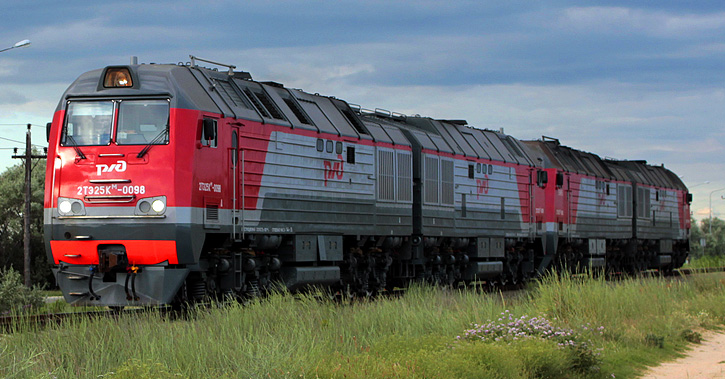
Тепловозы 2ТЭ25К^{М}−0098 и 0050, сцепленные по СМЕ в составе четырёх головных секций

Тепловозы 2ТЭ25К всех разновидностей состоят из двух одинаковых однокабинных головных секций, а 3ТЭ25К — из двух головных и одной промежуточной секции, вцепленной между ними, при исключении которой из состава может быть сформирован обычный двухсекционный тепловоз. Тепловозы могут сцепляться и работать совместно по системе многих единиц, управляясь из одной кабины машиниста, как целиком (например два двухсекционных тепловоза), так и с одной из секций (двухсекционный тепловоз + секция). При необходимости головные секции тепловоза могут ограниченно эксплуатироваться в одиночку, однако при этом затрудняется обзор для машиниста. Средняя промежуточная секция в составе 3ТЭ25К2М и 3ТЭ25К3М при необходимости также может ограниченно использоваться в качестве головной в составе двух секций или в одиночку при выполнении маневровых работ на станциях, для чего в ней предусмотрена небольшая кабина управления упрощённого типа, однако она не может использоваться для поездной работы, так как не имеет приборов безопасности и крана управления тормозами всего поезда, а приборы управления позволяют эксплуатацию лишь с малыми скоростями.

### Нумерация и маркировка

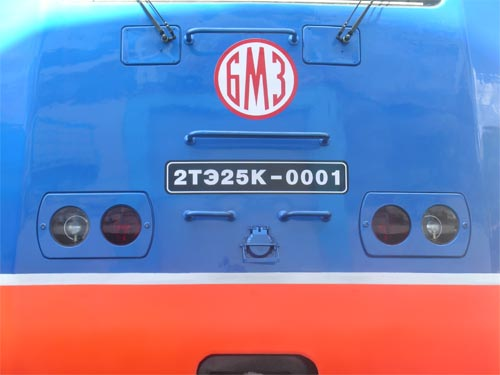
Передняя номерная табличка на 2ТЭ25К-0001

Тепловозы при выпуске получают четырёхзначные номера, начиная с 0001, при этом каждая модификация имеет свой собственный номерной ряд. Особенностью нумерации всей серии ТЭ25 является то, что тепловозам 2ТЭ25К всех модификаций присваиваются четырёхзначные номера, а тепловозам 2ТЭ25А — трёхзначные.
Серия и номер указываются через дефис в формате вида NТЭ25КМ—XXXX, где XXXX — номер локомотива в серии, N — число секций (2 или 3), а М в верхнем регистре означает модификацию (вместо M может быть указана другая запись в зависимости от модификации).
Маркировка с серией и номером локомотива указывается на лобовой части кабины машиниста по центру чуть выше буферных фонарей, а также по бокам. У тепловозов 2ТЭ25К обозначение серии и номера указывалось на специальных табличках чёрного цвета, устанавливавшихся спереди лобовой части и в середине боковых стен секций под окнами машинного отделения. У тепловозов 2ТЭ25КМ и модификаций маркировка наносится краской непосредственно на корпус без использования табличек, при этом боковая маркировка располагается не в зоне машинного отделения, а под боковыми окнами кабины машиниста. У тепловозов 2ТЭ25К базовой модели на боковых стенах сверху возле входа в кабину со стороны машинного отделения также указан сетевой номер, в то время как у 2ТЭ25КМ маркировка сетевого номера отсутствует.
Также на боковых стенах на уровне рамы краской наносится буква А или Б для головных секций и В для промежуточной секции в составе трёхсекционных тепловозов. Обозначение секции наносится краской на уровне рамы в двух местах — напротив кабины машиниста рядом со входной дверью и напротив холодильной камеры в задней части секции.

### Технические характеристики
Основные характеристики тепловозов семейства ТЭ25 различных индексов, включая ТЭ25К «Пересвет» и ТЭ25А «Витязь» приведены в таблице:
| Параметр                                                         | Параметр                                                         | Значение по моделям тепловоза                       | Значение по моделям тепловоза                       | Значение по моделям тепловоза                       | Значение по моделям тепловоза                       | Значение по моделям тепловоза                       | Значение по моделям тепловоза                       |
| Параметр                                                         | Параметр                                                         | 2ТЭ25К                                              | 2ТЭ25КМ                                             | 2/3ТЭ25К2М                                          | 2/3ТЭ25К3М                                          | 2ТЭ25А                                              | 2ТЭ25АМ                                             |
| Количество секций                                                | Количество секций                                                | 2                                                   | 2                                                   | 2 или 3                                             | 2 или 3                                             | 2                                                   | 2                                                   |
| Осевая формула секции                                            | Осевая формула секции                                            | 30—30                                               | 30—30                                               | 30—30                                               | 30—30                                               | 30—30                                               | 30—30                                               |
| Размеры                                                          |                                                                  |                                                     |                                                     |                                                     |                                                     |                                                     |                                                     |
| Габарит                                                          | Габарит                                                          | 1-Т                                                 | 1-Т                                                 | 1-Т                                                 | 1-Т                                                 | 1-Т                                                 | 1-Т                                                 |
| Основные размеры, мм                                             | Длина по осям автосцепок                                         | 2 × 20 000 (2-секционный) 3 × 20 000 (3-секционный) | 2 × 20 000 (2-секционный) 3 × 20 000 (3-секционный) | 2 × 20 000 (2-секционный) 3 × 20 000 (3-секционный) | 2 × 20 000 (2-секционный) 3 × 20 000 (3-секционный) | 2 × 20 000 (2-секционный) 3 × 20 000 (3-секционный) | 2 × 20 000 (2-секционный) 3 × 20 000 (3-секционный) |
| Основные размеры, мм                                             | Ширина по кузову                                                 | 3120                                                | 3120                                                | 3120                                                | 3120                                                | 3120                                                | 3120                                                |
| Основные размеры, мм                                             | Высота крыши от уровня рельс                                     | 5020                                                | 5005                                                | 5060                                                | ?                                                   | 5005                                                | 5005                                                |
| Основные размеры, мм                                             | Высота максимальная от уровня рельс по антеннам                  | 5260                                                | 5260                                                | 5260                                                | 5260                                                | 5260                                                | 5260                                                |
| Основные размеры, мм                                             | Высота оси автосцепок от уровня рельс                            | 1060                                                | 1060                                                | 1060                                                | 1060                                                | 1060                                                | 1060                                                |
| Основные размеры, мм                                             | Высота пола                                                      | 1735                                                | 1735                                                | 1735                                                | 1735                                                | 1735                                                | 1735                                                |
| Размеры ходовой части, мм                                        | Полная колёсная база секции                                      | 14 300                                              | 14 300                                              | 14 300                                              | 14 300                                              | 14 300                                              | 14 300                                              |
| Размеры ходовой части, мм                                        | Шкворневая база секции                                           | 11 700                                              | 11 700                                              | 11 700                                              | 11 700                                              | 11 700                                              | 11 700                                              |
| Размеры ходовой части, мм                                        | Колёсная база тележек                                            | 3800                                                | 3800                                                | 3800                                                | 3800                                                | 3800                                                | 3800                                                |
| Размеры ходовой части, мм                                        | Диаметр новых колёс, мм                                          | 1050                                                | 1050                                                | 1050                                                | 1050                                                | 1050                                                | 1050                                                |
| Размеры ходовой части, мм                                        | Ширина колеи                                                     | 1520                                                | 1520                                                | 1520                                                | 1520                                                | 1520                                                | 1520                                                |
| Размеры ходовой части, мм                                        | Минимальный радиус проходимых кривых                             | 125*10³                                             | 125*10³                                             | 125*10³                                             | 125*10³                                             | 125*10³                                             | 125*10³                                             |
| Весовые показатели                                               |                                                                  |                                                     |                                                     |                                                     |                                                     |                                                     |                                                     |
| Рабочая масса секции, т                                          | Рабочая масса секции, т                                          | 144±3                                               | 144±3                                               | 147±3                                               | 147±3                                               | 144 ± 3                                             | 144 ± 3                                             |
| Нагрузка от оси на рельсы, тс                                    | Нагрузка от оси на рельсы, тс                                    | 24,0±0,5                                            | 24,0±0,5                                            | 24,5±0,5                                            | 24,5±0,5                                            | 24,0±0,5                                            | 24,0±0,5                                            |
| Запас топлива на секцию, кг                                      | Запас топлива на секцию, кг                                      | 7000                                                | 7000                                                | 7000                                                | 7000                                                | 7000                                                | 7000                                                |
| Запас песка на секцию, кг                                        | Запас песка на секцию, кг                                        | 1200                                                | 1520                                                | 1520                                                | 1520                                                | 1050                                                | 1050                                                |
| Тягово-энергетические характеристики                             |                                                                  |                                                     |                                                     |                                                     |                                                     |                                                     |                                                     |
| Мощность, кВт (л. с.)                                            | дизеля на секцию                                                 | 2500 (3400)                                         | 2648 (3600)                                         | 3100 (4215)                                         | 2850 (3875)                                         | 2500 (3400)                                         | 2700 (3671)                                         |
| Мощность, кВт (л. с.)                                            | тяговых электродвигателей на секцию                              | 2100 (6 × 350)                                      | 2196 (6 × 366)                                      | 2502 (6 × 417)                                      | 2364 (6 × 394)                                      | 2100 (6 × 350)                                      | ?                                                   |
| Мощность, кВт (л. с.)                                            | выходная для тепловоза                                           | 4200 (2 × 2100)                                     | 4392 (2 × 2196)                                     | 5004 / 7506 (2/3 × 2502)                            | 4728 / 7092 (2/3 × 2364)                            | 4200 (2 × 2100)                                     | ?                                                   |
| Предельная сила от автосцепок, не вызывающая деформаций, кН (тс) | Предельная сила от автосцепок, не вызывающая деформаций, кН (тс) | 2450 (250)                                          | 2450 (250)                                          | 2450 (250)                                          | 2450 (250)                                          | 2450 (250)                                          | 2450 (250)                                          |
| Сила тяги, кН (тс)                                               | при трогании                                                     | 2 × 419 (2 × 42,7)                                  | 2 × 419,4 (2 × 42,77)                               | 2/3 × 428,1 (2/3 × 43,65)                           | 2 × 419,4 (2 × 42,77)                               | 2 × 441,5 (2 × 45)                                  | 2 × 441,5 (2 × 45)                                  |
| Сила тяги, кН (тс)                                               | длительного режима                                               | 2 × 300 (2 × 30,6)                                  | 2 × 323,6 (2 × 33)                                  | 2/3 × 323,6 (2 × 33)                                | 2/3 × 323,6 (2 × 33)                                | 2 × 390 (2 × 39,8)                                  | 2 × 390 (2 × 39,8)                                  |
| Скорость, км/ч                                                   | длительного режима                                               | 24                                                  | 23,6                                                | 27,6                                                | 25,4                                                | 18                                                  | 20                                                  |
| Скорость, км/ч                                                   | конструкционная                                                  | 100                                                 | 100                                                 | 100                                                 | 100                                                 | 120                                                 | 120                                                 |
| Скорость, км/ч                                                   | эксплуатационная                                                 | 100                                                 | 100                                                 | 100                                                 | 100                                                 | 100                                                 | 100                                                 |
| Мощность реостатного тормоза на секцию, кВт                      | Мощность реостатного тормоза на секцию, кВт                      | 2800                                                | 2800                                                | 2800                                                | 2800                                                | 2800                                                | 2800                                                |
| Длина тормозного пути при максимальной скорости, м               | Длина тормозного пути при максимальной скорости, м               | 1100                                                | 1100                                                | 1100                                                | 1100                                                | 1100                                                | 1100                                                |

## Конструкция

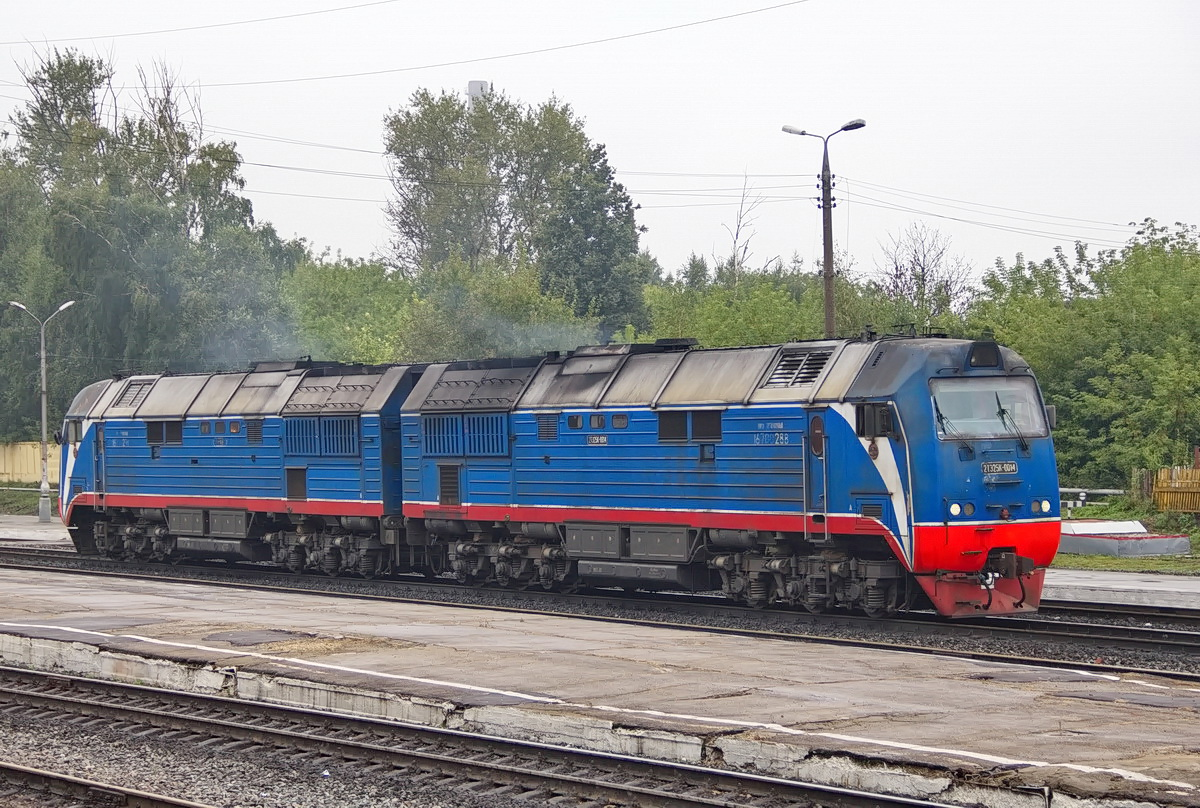
Тепловоз 2ТЭ25К−0014

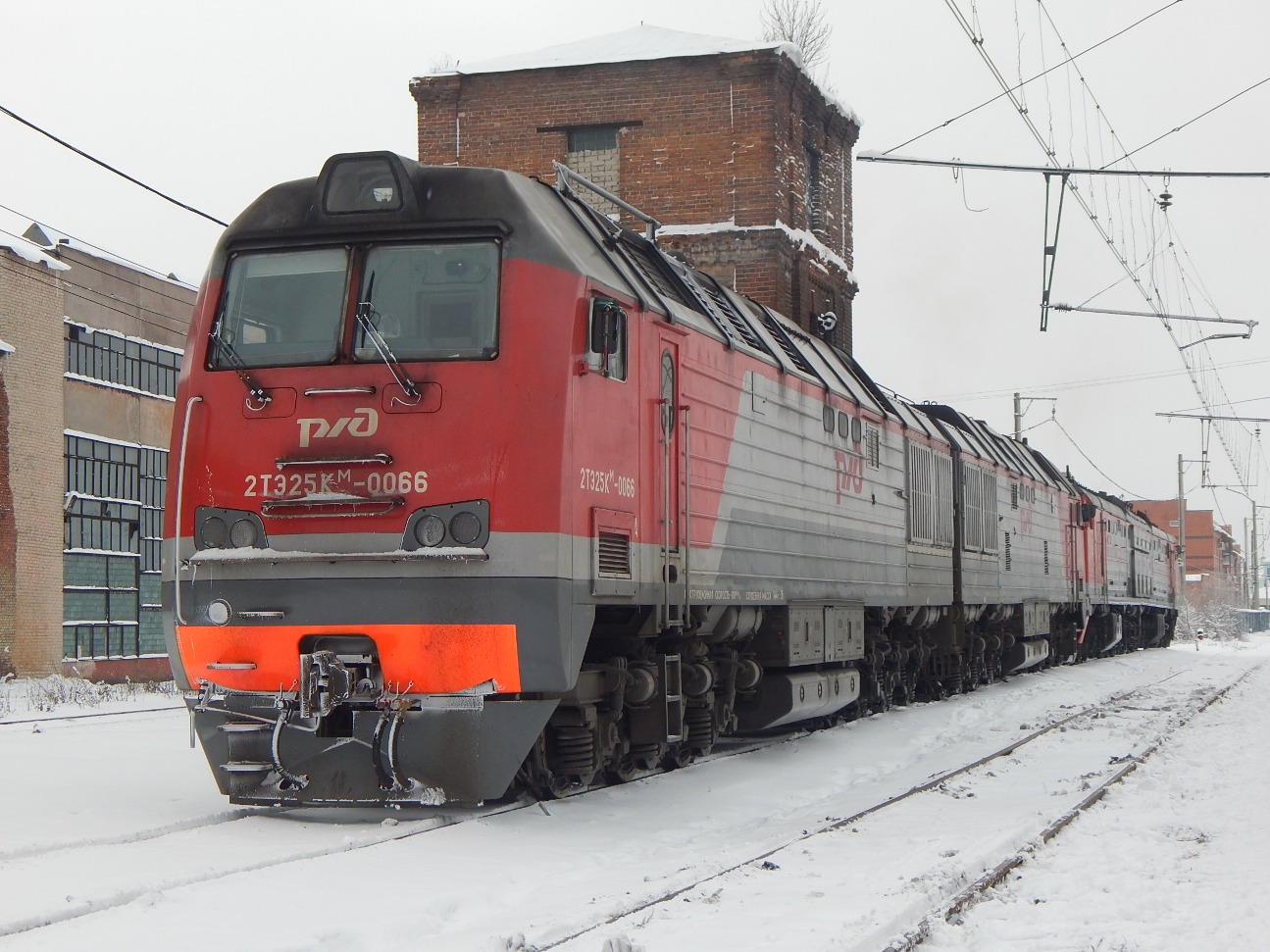
Тепловоз 2ТЭ25К^{М}−0066

Тепловозы семейства ТЭ25К представляют собой двухсекционные или трёхсекционные локомотивы с однокабинными шестиосными секциями, каждая из которых опирается на две моторные трёхосные тележки. Тепловоз оснащён дизелем и электрической передачей переменно-постоянного тока с поосным регулированием тяги. Локомотив имеет блочно-модульную конструкцию, упрощающую замену неисправного оборудования.
Тепловоз оснащён:
- многофункциональной микропроцессорной системой управления, регулирования и диагностики, включая систему защиты от юза и боксования
- системой безопасности, включающей в себя комплексное локомотивное устройство безопасности КЛУБ-У, телемеханическую систему контроля бодрствования машиниста ТСКБМ
- системой управления, обеспечивающей работу по системе многих единиц в составе двух тепловозов или в составе трёх секций
- двумя модулями охлаждающего устройства крышевого исполнения с термоизолированными баками системы автоматизированного слива охлаждающей жидкости с устройством её подогрева
- асинхронными приводами вентиляторов охлаждающего устройства дизеля, вентиляторов охлаждения тягового электрооборудования
- винтовым маслозаполненным тормозным компрессорным агрегатом с системой осушки и очистки воздуха
- электрическим реостатным тормозом мощностью 2x2800 кВт
- кабиной машиниста, отвечающей современным санитарно-гигиеническим, антропометрическим требованиям, оборудованной системой обеспечения микроклимата, включая кондиционирование воздуха.

### Кузов
Кузов тепловоза — металлический, закрытого вагонного типа сварной конструкции. Он включает в себя несущую главную раму, лобовую маску кабины машиниста, каркас над дизель-генератором и аппаратными камерами, каркас камеры охлаждения, боковых стен и крыши блочного типа. Каркас кабины машиниста, стены кузова, каркас холодильной камеры приварены к раме и между собой. Дизельное помещение отделено от помещения аппаратной камеры перегородкой. Боковые стены фиксируются как внутренними поперечными стенами, так и поперечными балками. Облицовка кабины машиниста изготовлена из стеклопластика.

#### Рама
Рама кузова имеет сварную конструкцию и служит для установки и крепления на ней основного и вспомогательного оборудования, а также для восприятия продольных усилий при тяге и торможении. Она состоит из двух продольных балок, боковых балок и ряда поперечных креплений. По концам продольные балки связаны сварными стяжными ящиками. В обе стороны от торца дизель-генератора рама между продольными балками закрыта сверху настильными листами, на которых размещается вспомогательное оборудование. Снизу к нижним поясам главной рамы в середине секции между тележками закреплён топливный бак, по бокам которого крепятся аккумуляторные батареи. По торцам рамы по центру с обеих сторон каждой секции установлены автосцепки СА-3 с поглощающим аппаратом для сцепления локомотива с вагонами или другими локомотивами, а также секций локомотива между собой. Рама рассчитана на продольную статическую нагрузку 250 тс и вертикальную нагрузку от веса всего размещённого на ней оборудования с учётом динамики.

#### Лобовая часть

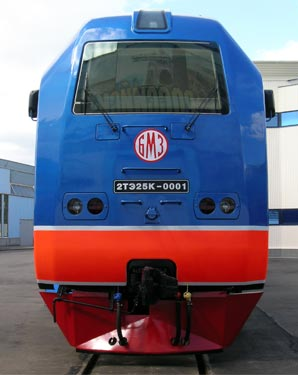
Лобовая часть 2ТЭ25К-0001

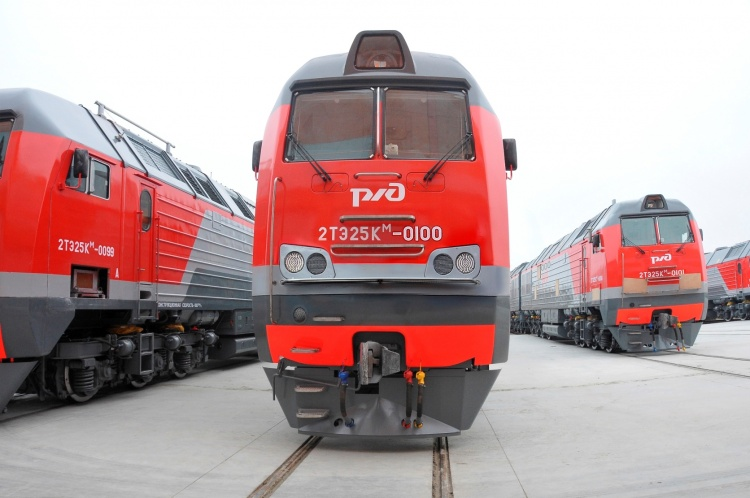
Лобовая часть 2ТЭ25К^{М}−0100

Лобовая часть кабины машиниста представляет собой каркас из жёстких горизонтальных и вертикальных металлических профилей, снаружи которого установлен пластиковые обтекатели, а изнутри — внутренняя обшивка. Она имеет изогнутую выпуклую форму с плавными обтекаемыми обводами по бокам и сверху, при этом больше всего кабина выдаётся вперёд на уровне рамы и буферных фонарей. Кабина имеет лобовое стекло трапециевидной формы, при этом у тепловозов 2ТЭ25К лобовое стекло единое, а у 2ТЭ25КМ — два стекла, разделённых перегородкой по центру. Лобовое стекло оборудовано двумя стеклоочистителями. С наружной стороны лобового обтекателя ниже стекла имеются ступеньки и поручни.
Сверху над лобовым стеклом в зоне изгиба установлен головной прожектор трапециевидной формы с сужением вверху. У тепловозов 2ТЭ25К с номера 0001 по 0009 прожектор наклонён назад и имеет плавно загибающийся корпус, несколько выступающий по высоте над крышей, в то время как у 2ТЭ25К с номера 0010 и 2ТЭ25КМ прожектор наклонён вперёд и имеет резко очерченный изгиб сверху, не выступая по высоте над крышей. На уровне между автосцепкой и низом лобового стекла расположены горизонтальные буферные фонари круглой формы по два с каждой стороны — белые световые по краям и красные хвостовые ближе к центру кабины, встроенные в общий непрозрачный корпус. У тепловозов 2ТЭ25К буферные фонари расположены горизонтально, а у 2ТЭ25КМ — под небольшим наклоном, так что белые фонари расположены чуть выше красных. На тепловозах 2ТЭ25К с номера 0001 по 0006 устанавливались галогенные фонари, на более поздних локомотивах — светодиодные.
На тепловозе 3ТЭ25К2М-0086 (позже номер изменён на 0107) был изменён дизайн лобовой части: буферные фонари получили располагаться под наклоном ближе к краям, в том числе частично на угловых панелях, и получили единое матовое стекло, а также появились три накладные белые панели: по две на угловых плоскостях над буферными фонарями и одна закрывающая лобовую и угловые плоскости снизу, имеющая трапециевидные вырезы сверху под нижней линией буферных фонарей и снизу над автосцепкой. Разработка новой маски произведена по заказу ТМХ Национальным центром промышленного дизайна и инноваций 2050.ЛАБ, с применением концепции бренд-ДНК.
Снизу каркас кузова в лобовой части на уровне автосцепки оборудован энергопоглощающим устройством для защиты локомотивной бригады от серьёзных травм и снижения степени повреждения локомотива в случае столкновения. Это устройство состоит из энергопоглощающих пакетов, каждый из которых состоит из двух металлических листов, между которыми приварены металлические полукольца. Толщина этих пакетов составляет 104 мм, и одной стороной металлического листа приварены к наружной стороне лобовой стены каркаса. По центру из-под кузова выступает автосцепка и рукава пневматических магистралей. Снизу к стяжному ящику рамы закреплён наклонный метельник для очистки путей.

#### Боковые стены

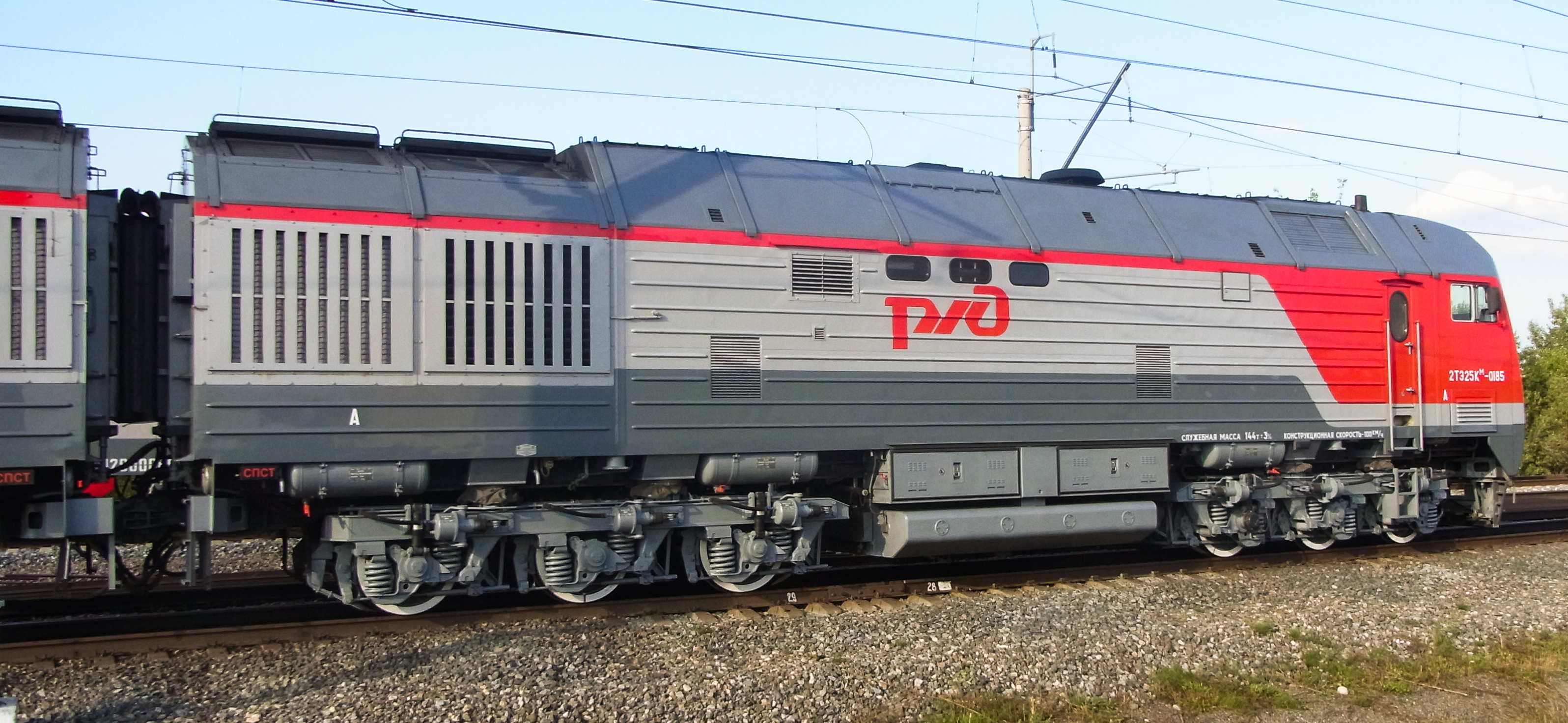
Головная секция 2ТЭ25К^{М}, вид сбоку

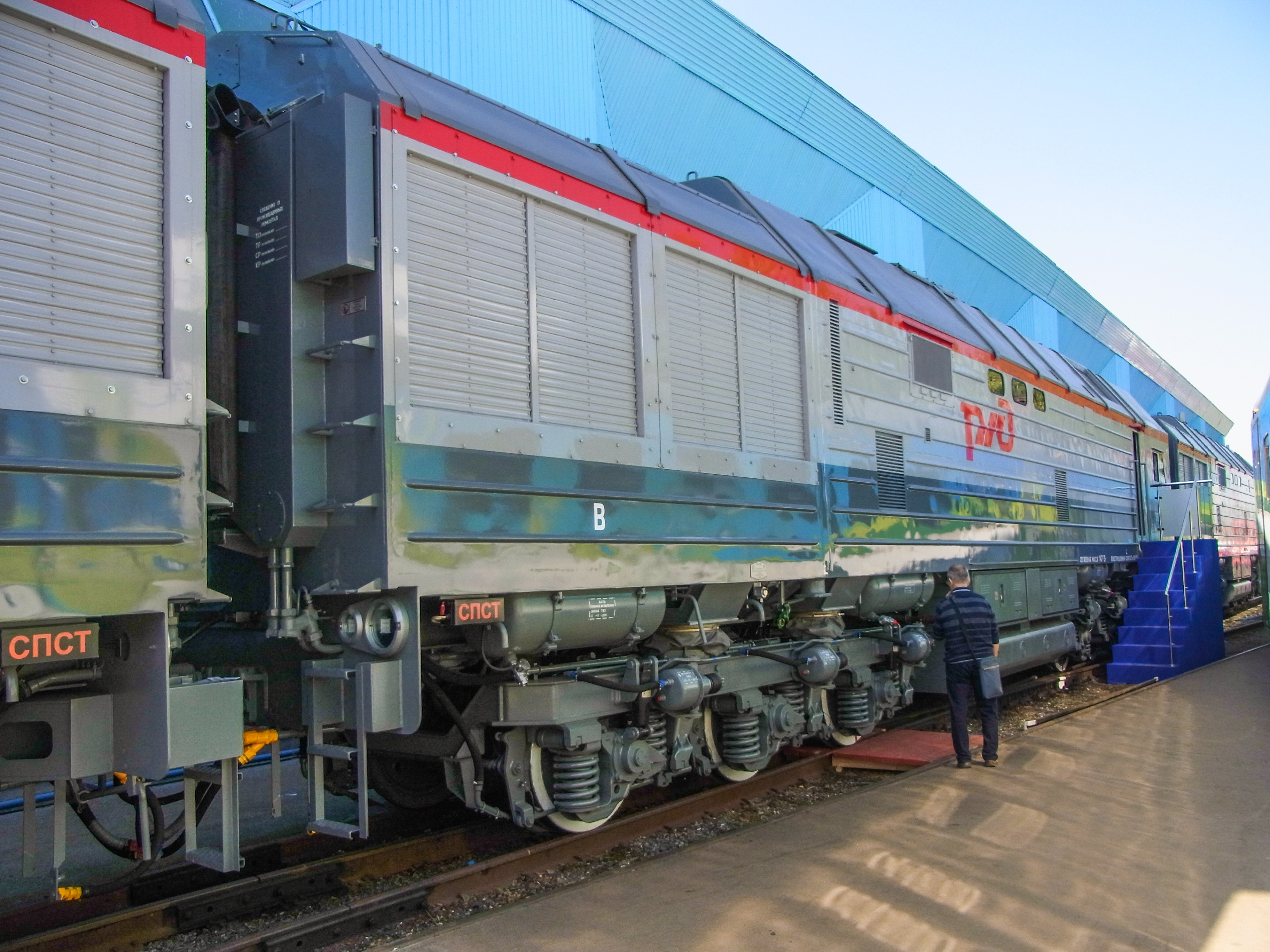
Промежуточная секция 3ТЭ25К^{2М}, вид сбоку

В передней части секции в зоне кабины машиниста установлены гладкие стеклопластиковые панели. По бокам кабина машиниста имеет окна, оборудованные сдвижными форточками, а также выступающие перед ними зеркала заднего вида, снабжённые электроподогревом. У промежуточных секций трёхсекционных тепловозов 3ТЭ25К боковое окно кабины имеется только по правому борту.
Боковые стены тепловоза напротив машинного отделения вертикальные и изготовлены из гофрированных стальных листов. В боковых стенах с каждой стороны имеется по три узких окна в середине напротив дизеля, а также вентиляционные решётки и жалюзи, конструкция и размер которых у 2ТЭ25К и у 2ТЭ25КМ частично различается. Жалюзи камеры охлаждения размещены в задней части секции.
За кабиной машиниста с каждой стороны тепловоза для входа и выхода локомотивной бригады имеются одностворчатые двери со створками, открываемыми поворотом внутрь. Дверные створки по высоте рассчитаны на выход на высокие платформы, а для подъёма и спуска на уровень насыпи или низкой платформы дверь снабжена ступеньками и подножками под ней и боковыми вертикальными поручнями. Конструкция дверных створок у 2ТЭ25К и 2ТЭ25КМ несколько различается: у 2ТЭ25К окно в дверной створке имеет форму квадрата со скруглёнными углами, а у 2ТЭ25КМ — овала. Для удобства дверные створки оборудованы двумя ручками — нижней для открытия двери при залезании с уровня насыпи и верхней при входе с уровня высокой платформы.

#### Торцевые стены
Торцевые задние стены секций тепловоза гладкие и вертикальные. В центральной части они снабжены негерметичным закрытым межсекционным переходом в виде резиновых баллонных суфле с переходными площадками и одностворчатыми поворотными дверями. Снизу по центру расположена автосцепка для сцепления секций тепловоза между собой или при необходимости с другим подвижным составом. По бокам от межвагонного перехода на стенах размещены технологические ступеньки. По краям торцевых стен на уровне между автосцепкой и переходной площадкой размещены круглые буферные фонари по два с каждой стороны — большие белые головные и меньшие красные хвостовые, используемые при одиночном следовании секции. У промежуточных секций тепловозов 3ТЭ25К2М вместо лобовых стен кабины установлены прямые передние торцевые стены, конструкция которых аналогична задним, за исключением отсутствия лестниц и наличия оконного проёма вспомогательной кабины машиниста с правой стороны, а также большей высоты стен.

#### Крыша
Крыша кузова по центру тепловоза горизонтальная, по бокам она имеет наклонные скаты с вентиляционными решётками, спереди каждой головной секции над кабиной машиниста её высота немного занижается. У промежуточных секций трёхсекционных тепловозов высота крыши над кабиной такая же, как над машинным отделением. Крыша над дизель-генератором и аппаратными камерами состоит из пяти съёмных блоков. В блоках крыш предусмотрены люки для монтажа (демонтажа) и ремонта оборудования. Конструкция крыши у тепловозов 2ТЭ25К и 2ТЭ25КМ несколько различается по расположению стыков панелей и решёток, кроме того у 2ТЭ25К высота крыши примерно одинакова вдоль всей длины секции кроме кабины машиниста, в то время как 2ТЭ25КМ в задней части секции крыша несколько занижена и имеет более дугообразную арочную форму.

### Тележки

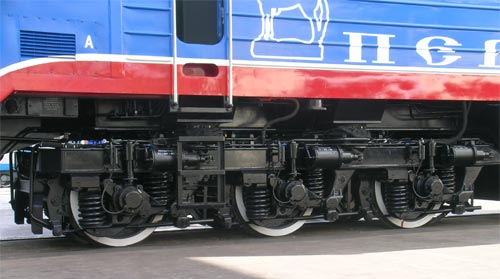
Передняя тележка 2ТЭ25К-0001

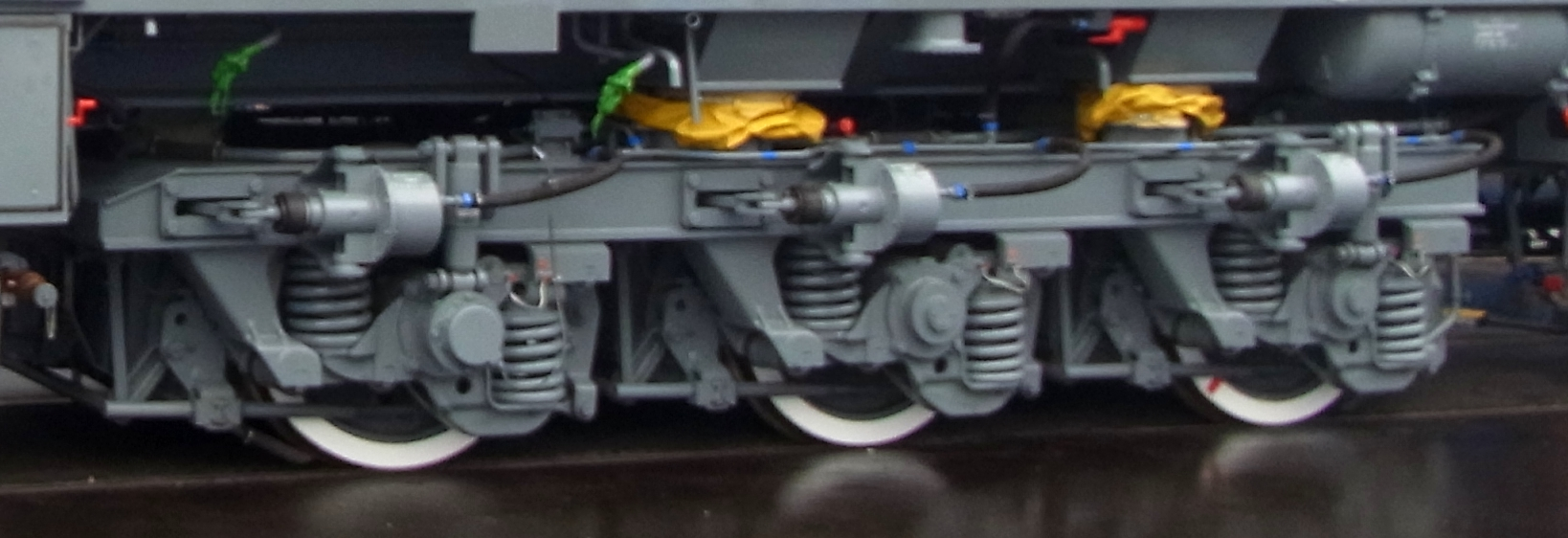
Задняя тележка 2ТЭ25К^{М}

Каждая секция тепловоза имеет две трёхосные бесчелюстные моторные тележки с одноступенчатым рессорным подвешиванием, опорно-осевой подвеской тяговых электродвигателей и пневматическим колодочным тормозом для каждого колеса с рычажной передачей и двусторонним нажатием тормозных колодок.
Рама тележки состоит из двух сварных боковин прямоугольного коробчатого сечения, трёх межрамных креплений, концевой и шкворневой балок. Балки межрамного крепления соединяет шкворневая балка, расположенная строго по продольной оси рамы. Шкворневая балка в средней части имеет шкворневое гнездо, в котором монтируется шкворневой узел, служащий для жёсткой передачи горизонтальных продольных сил и упругой передачи горизонтальных поперечных сил.

#### Боковые опоры кузова
Кузов тепловоза опирается на каждую тележку через центральный шкворневой узел и четыре боковые роликовые опоры качения с блоками резино-металлических элементов, размещённые на боковинах рамы тележки по две с каждой стороны. Корпус опоры размещён на боковине рамы тележки касательной к радиусу её поворота. Внутри корпуса каждой опоры внизу размещён подвижный механизм, включающий в себя цилиндрические ролики, связанные между собой обоймами и верхнюю часть опоры. К боковым стенкам корпуса приварены накладки, служащие направляющими при перемещениях подвижного механизма. Поверхности качения верхней и нижней опор наклонены под углом 2°. Между верхней и нижней частями опоры размещено семь резино-металлических элементов, смягчающих вибрации.
Опоры воспринимают вес кузова тепловоза, обеспечивая его устойчивое положение при движении на прямых участках пути и создавая усилия, возвращающие кузов в первоначальное положение при движении в кривых. На прямом участке пути ролики занимают среднее положение между наклонными плоскостями опор, а при повороте тележки относительно кузова накатываются на наклонные поверхности опор, за счёт чего на радиусе опор создаётся возвращающий момент. Кроме того, в опоре возникает момент сил трения, который способствует уменьшению колебаний тележки. Тяговые усилия от тележки к раме кузова передаются через буксовые поводки и шкворневые балки рамы тележки.
При одноступенчатом рессорном  подвешивании рама тележки опирается на буксы колёсных пар через 12 цилиндрических пружин и имеет индивидуальное подвешивание для каждого буксового узла колёсной пары. Каждая из шести букс тележки имеет два одинаковых пружинных комплекта, установленных по бокам от буксы между опорными кронштейнами корпуса буксы и рамы тележки. Пружинные комплекты имеют одинаковую длину но размещены на разной высоте, при этом ближайшая к ближнему краю секции пружина расположена ниже другой. В пружинный комплект входят верхняя и нижняя опоры, регулировочные пластины и размещённые между ними друг внутри друга по принципу матрёшки друга соосные цилиндрические пружины. У тепловозов 2ТЭ25К каждый пружинный комплект имеет три слоя пружин, а у 2ТЭ25КМ — два. Пружинные комплекты формируют с учётом жёсткости пружин, в зависимости от их высоты под статической нагрузкой и разделяют на три группы. Параллельно рессорному подвешиванию букс для гашения боковых качений рамы тележки рама по бокам установлены гидравлические амортизаторы (гидродемпферы), причём у 2ТЭ25К они имеются у каждой буксы (по шесть на тележку), а у 2ТЭ25КМ и 2ТЭ25К2М — только у крайних букс (по четыре на тележку), в то время как у средней буксы гидродемпферы отсутствуют.

#### Колёсно-моторный блок
Блок служит для преобразования электрической энергии в механическую и передачи её от тягового электродвигателя через тяговый шестерённый редуктор к осям тепловоза. Блок состоит из колёсной пары, двух поводковых букс, осевого подшипника, редуктора и тяговой передачи.
Поводковые буксы тележки служат для фиксации положения оси колёсных пар относительно неподвижной рамы тележки и служат для передачи вертикальных и горизонтальных усилий между ними. Корпус буксы представляет собой стальную отливку с кронштейнами для установки пружин рессорного подвешивания. Внутренняя полость корпуса расточена под наружные кольца роликовых подшипников, между которыми установлены дистанционные кольца. В приливах корпуса буксы выполнены клиновидные пазы для крепления буксовых поводков.
Каждая колёсная пара состоит из оси, концы которой опираются на буксы через подшипники, и двух напрессованных на ось колёс с бандажами. Рабочие поверхности оси для повышения усталостной прочности и уменьшения износа упрочнены накаткой стальными роликами. В торцах оси имеются центровые отверстия, позволяющие в процессе эксплуатации производить обточку колёс для восстановления профиля бандажей колёсных пар и устанавливать втулки привода датчиков.
Тяговый электродвигатель имеет опорно-осевое подвешивание и одной стороной жёстко опирается на ось колёсной пары через осевые подшипники, а другой стороной, опорным приливом, упруго через пружинную подвеску на раму тележки. Тяговые электродвигатели тележки развёрнуты в одну сторону, что способствует равномерному распределению нагрузок по осям при движении тепловоза.
Моторно-осевой подшипник на тепловозах 2ТЭ25К и 2ТЭ25КМ по номер 0207 включительно представляет собой подшипник скольжения, состоящий из двух вкладышей, нижнего и верхнего. На тепловозах 2ТЭ25КМ с номера 0208 и 3ТЭ25К2М вместо подшипников скольжения применяются более эффективные подшипники качения, улучшающие ходовые качества и отличающиеся меньшим износом.
Тяговый редуктор служит для передачи крутящего момента с якоря тягового электродвигателя колёсным парам тепловоза и снижения частоты вращения колёсной пары по отношению к частоте вращения двигателя. Редуктор односторонний, одноступенчатый, цилиндрический. Он состоит из ведущей шестерни, насаженной в горячем состоянии на вал тягового электродвигателя, ведомого упругого зубчатого колеса и защитного разъёмного кожуха. Передаточное отношение тягового редуктора у 2ТЭ25К составляет 1: 3,895, а у 2ТЭ25КМ — 1:4,41.

#### Тормозная система
На тележках тепловоза установлена тормозная система с пневматическим приводом, рычажной передачей и тормозными колодками, обжимающих при торможении каждое колесо с двух сторон. Рычажная передача тормоза состоит из тормозных цилиндров, установленных на боковинах рамы тележки и работающих синхронно от одной воздушной магистрали, тормозных колодок, рычагов, подвесок тормозных колодок, регулируемых тяг, а также балок, соединяющих подвески тормозных колодок левой и правой сторон тележки. Тормозные цилиндры обеспечивают автоматическое регулирование величины зазора между тормозными колодками и башмаками колёсных пар по мере их износа. Допустимая толщина тормозных составляет не менее 15 мм.
При подаче воздуха в тормозной цилиндр, шток тормозного цилиндра, перемещаясь, воздействует на рычаг, соединённый с вилкой. Через вилку, рычаг прижимает тормозную колодку к бандажу колёсной пары. Одновременно через тягу усилие передаётся на противоположный рычаг подвески второй тормозной колодки, заставляя её также прижиматься. Ручной тормоз действует на вторую и третью колёсные пары и только передней тележки.

### Интерьер

#### Кабина машиниста головной секции

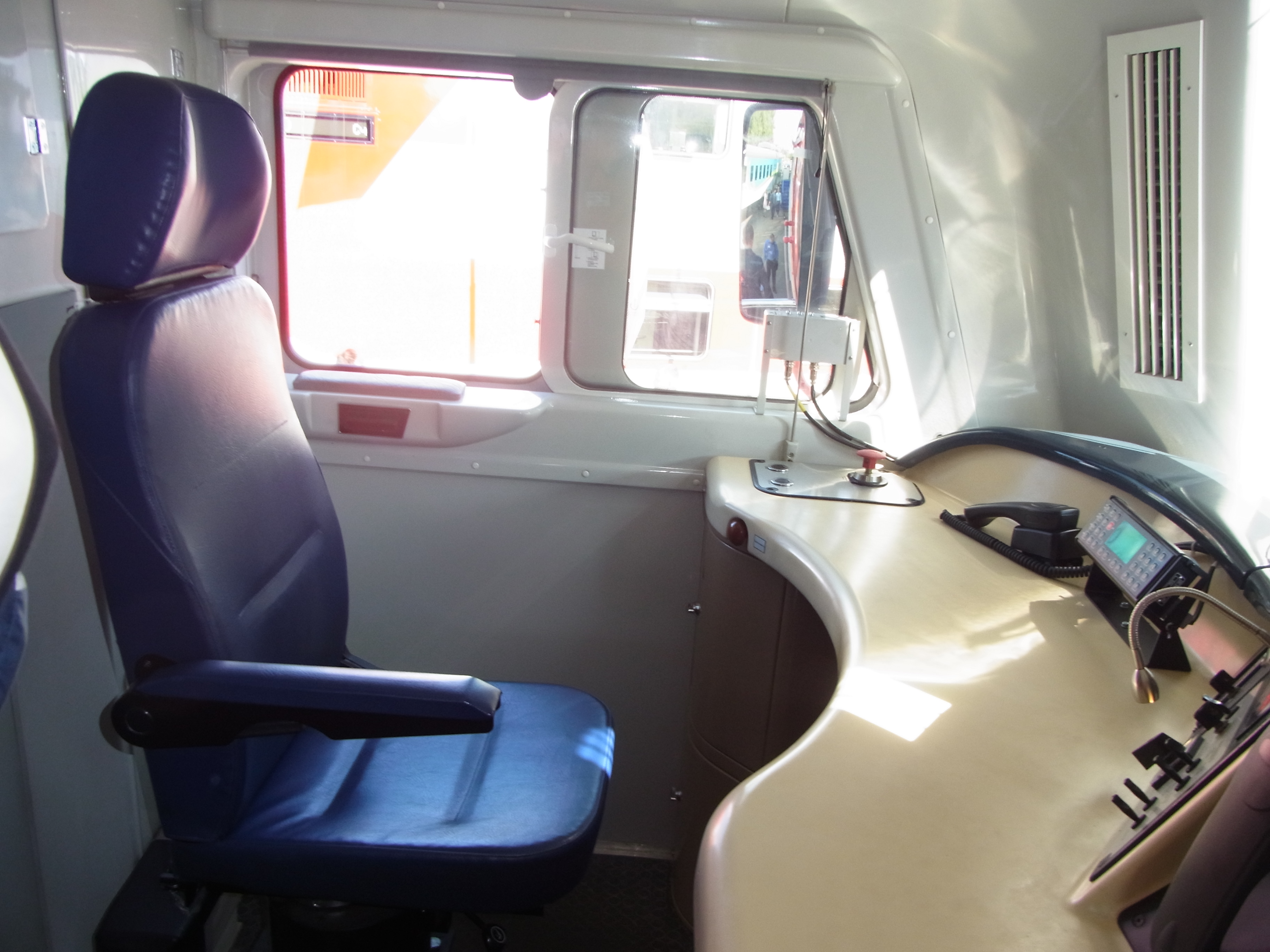
Кабина машиниста тепловоза 3ТЭ25К^{2М} с левой стороны. Пульт и кресло помощника машиниста

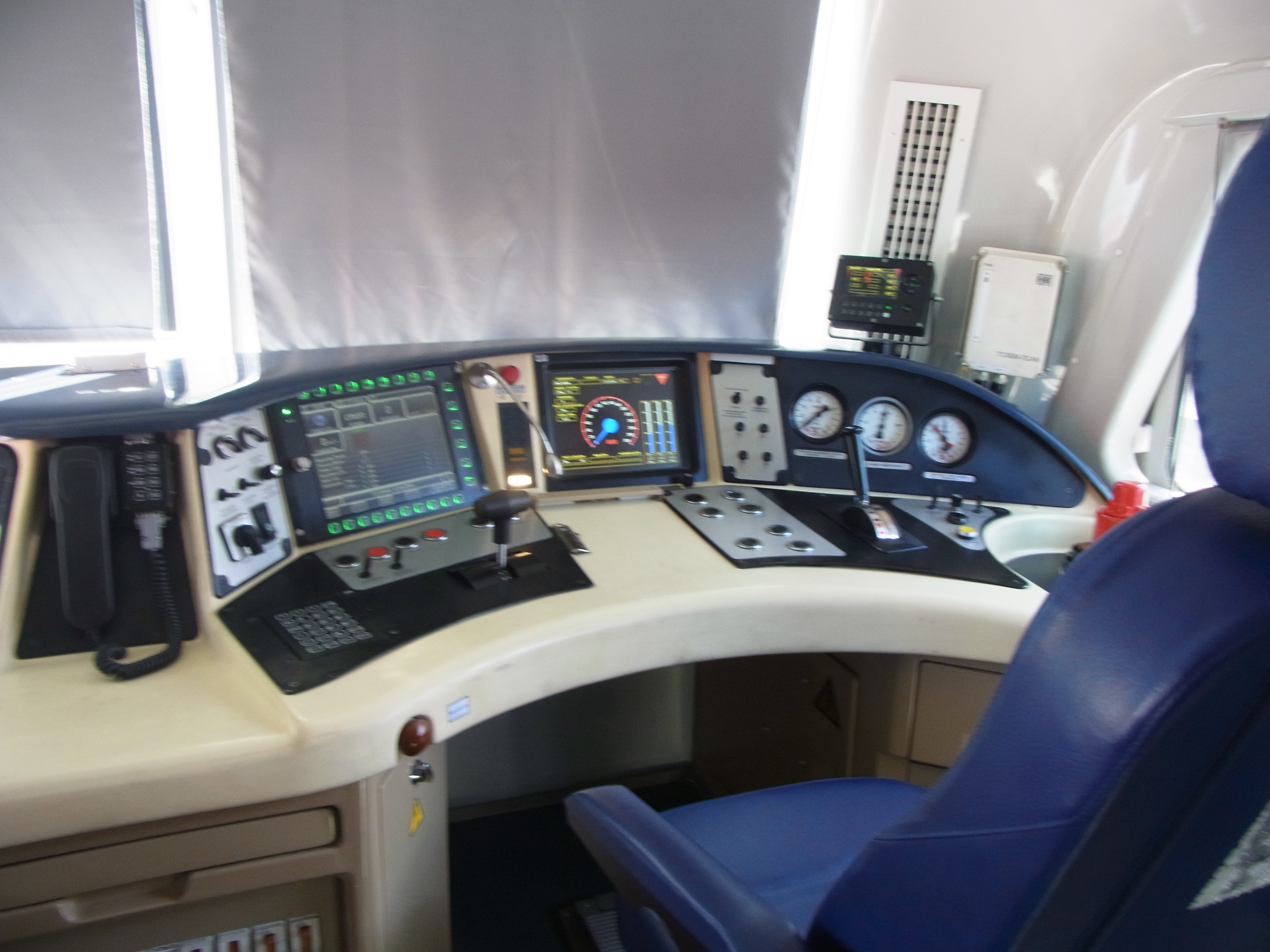
Кабина машиниста тепловоза 3ТЭ25К^{2М}. Пульт и кресло машиниста

Кабина машиниста расположена в головной части каждой секции и рассчитана на управление тепловозом локомотивной бригадой из двух человек. Рабочее места машиниста расположено с правой стороны кабины, место помощника машиниста — с левой.
В передней части кабины расположен пульт управления с нишами для ног, напротив которого расположены кресла машиниста и помощника. В центральной части стойки пульта в одной из секций установлен холодильник для хранения продуктов питания, а в другой секции — микроволновая печь для подогрева пищи.
Кабина оснащена системой безопасности, включающей в себя комплексное локомотивное устройство безопасности КЛУБ-У или БЛОК (на тепловозах поздних выпусков), телемеханическую систему контроля бодрствования машиниста ТСКБМ
Кресла машиниста и помощника имеют мягкую кожаную обивку, откидную спинку и подлокотники. В задней стене кабины по центру расположена входная дверь, к которой приделано дополнительное откидное сиденье для машиниста-инструктора (у 2ТЭ25КМ оно является переносным).
Стены и потолок кабины изготовлены из пластиковых панелей. Пол кабины стационарный и обшит снизу металлическими листами, поверх которых уложены теплоизоляционные прокладки. Сверху каркаса закреплены щиты трудногорючей фанеры толщиной 20 мм. В полу кабины имеются съёмные металлические щиты для доступа к размещённому под полом оборудованию системы обеспечения микроклиматом в кабине машиниста.
У тепловозов 2ТЭ25К стены и потолок и имеют бежевый цвет, а кресла и пол — чёрный, при этом пульт управления у тепловозов ранних номеров был окрашен в бежевый цвет, а у более поздних — в синий. У 2ТЭ25КМ стены, потолок и основания кресел имеют молочно-белый цвет, пульт управления и обивка кресел — синий, а пол — тёмно-серый. У 3ТЭ25К2М пульт управления имеет бежевый цвет.
Стены, пол и крыша кабины имеют хорошую теплоизоляцию из плит марки «URSA», обтянутых и склеенных стеклотканью теплостойкой марки ТАФ-3. Теплоизоляция двухслойная, имеет общую толщину 12 см и скомпонована из отдельных пакетов различных размеров. По задней стене от потолка до пола установлены пластиковые панели толщиной 2 мм, наклеенные на трудногорючую фанеру.
Лобовые стёкла кабины оснащены электрообогревом и стеклоочистителями. Для предотвращения ослепления локомотивной бригады на лобовые и боковые окна со внутренней стороны кабины установлены солнцезащитные шторки, а также над штора с ручным приводом над лобовым стеклом. Над боковыми окнами в специальных лючках имеется свёрнутый эвакуационный фал из капронового троса диаметром 10 мм с вязаными узлами с шагом 300 мм для возможности безопасного покидания локомотива через окно в чрезвычайной ситуации при невозможности выхода через дверь.
Кабина тепловоза оборудована климатической системой воздушного отопления, кондиционирования и вентиляции с распределением воздуха в зоны размещения лобовых и боковых стёкол и к ногам машиниста и помощника. За спиной помощника машиниста перед шкафом установлен электрический отопитель для автономного обогрева кабины машиниста при неработающем дизеле. Пульт управления отопителя расположен над ним на задней панели кабины.

##### Пульт управления
Пульт управления в головных секциях представляет собой столешницу, размещённую на трёх тумбах: левой, средней и правой. Между тумбами установлены подножки для ног машиниста и помощника. Столешница пульта имеет металлический каркас и снаружи обшита пластиковыми панелями, на которых располагаются приборы мониторинга и органы управления.
Пульт управления имеет вырезы напротив рабочих мест машиниста и помощника для возможности компоновки органов управления по бокам в непосредственной близости от них, которые на 2ТЭ25К и 2ТЭ25КМ имеют трапециевидную форму, а у 3ТЭ25К2М — дугообразную. Панели пульта гладкие и не имеют углублений, швов и разрывов, что облегчает их очистку и повышает удобство работы локомотивной бригады.
Пульт состоит из двух зон — горизонтальной плоской и наклонной, образованной несколькими панелями, расположенными под углом друг к другу. В горизонтальной зоне размещаются основные органы управления тепловозом, а в наклонной — приборы контроля состояния систем локомотива и некоторые переключатели. Расположение органов управления у тепловозов 2ТЭ25К, 2ТЭ25КМ и 3ТЭ25К2М схожее, однако внешний вид и конструкция имеют незначительные отличия.
В рабочей зоне машиниста с правой стороны размещены все основные органы управления и информационные приборы мониторинга. На горизонтальном столе перед машинистом слева расположена поворотная рукоятка контроллера для задания скорости движения, две кнопки реверса «Вперёд» и «Назад» слева от неё и четыре кнопки запуска и останова дизельных двигателей перед ней (шесть на 3ТЭ25К2М), а также кнопка аварийного останова дизеля. Справа на столе перед машинистом расположены кнопки отпуска тормозов, включения тифона, резерв тифона, включение свистка, подачи песка под первую ось секции и тумблер совместного торможения.
Правее над правой тумбой на тепловозах 2ТЭ25К и 2ТЭ25КМ ранних и средних выпусков в небольших углублениях расположены два пневматических тормозных крана с поворотными рукоятками — основной кран поездного тормоза № 395 и кран вспомогательного локомотивного тормоза, поворачивающиеся в горизонтальной плоскости. У 2ТЭ25КМ поздних выпусков и 3ТЭ25К2М в углублении справа имеется только кран вспомогательного локомотивного тормоза, в то время как основной кран поездного тормоза имеет дистанционное управление, установлен на главной столешнице с правой стороны и имеет форму небольшой чёрной рукоятки аналогичной рукоятке контроллера, поворачиваемой в вертикальной плоскости. Непосредственно перед машинистом находится ниша для укладки маршрутных и путевых листов.
Верхняя наклонная часть пульта перед машинистом у тепловозов 2ТЭ25К и 2ТЭ25КМ ранних и средних выпусков разделена на три панели — две угловых по бокам и одну центральную. На центральной панели слева расположен дисплей системы безопасности КЛУБ-У со встроенным скоростемером, блоком индикации сигналов локомотивной сигнализации и кнопками управления, а справа — многофункциональный дисплей бортового компьютера системы управления и диагностики тепловоза. Также на панели размещён микрофон и гнездо для кассеты регистрации. Слева от машиниста расположена панель с тумблерами и переключателями, а справа — панель с тремя тормозными манометрами для контроля давления воздуха в тормозной и напорной магистрали, тормозных цилиндрах передней и задней тележки, уравнительном резервуаре.
У тепловозов 3ТЭ25К2М вместо трёх панелей расположенных под углом имеется единая дугообразная панель и вместо КЛУБ-У установлен компьютеризированный дисплей БЛОК, который расположен по центру справа, а дисплей МПСУД вынесен влево. Также вид панелей кнопок и переключателей и пульта нового типа несколько отличается от предшественников, хотя в целом их расположение аналогично. На наклонной панели между рабочими местами машиниста и помощника установлена радиостанция. Снизу под столешницей размещена кнопка контроля бдительности машиниста.
В рабочей зоне помощника машиниста на горизонтальной столешнице перед ним размещена радиостанция, а справа от него на наклонной панели пульта — кнопки включения тифона и свистка, блоки системы КЛУБ-У, гнездо кассеты регистрации, тумблеры включения различных систем тепловоза и блок индикации сигналов локомотивной сигнализации. Под столешницей, как и у машиниста, имеется кнопка контроля бдительности.
В левой тумбе пульта, расположенной слева от места помощника машиниста, смонтировано устройство стеклоомывателя. На этой тумбе также имеются две розетки напряжением 110 В для подключения электроплитки и бытовых приборов. В правой тумбе, расположенной справа от места машиниста, смонтированы пневматическое тормозное оборудование, устройство блокировки тормозов № 367, кран машиниста № 395, кран управления № 215 и трубопроводы подвода воздуха, а также установлен блок управления нагревом лобового и боковых стёкол.
В средней тумбе размещён воздухораспределитель системы кондиционирования воздуха и панель с разъёмами для подключения пульта управления. На лицевой стороне средней тумбы сверху находится панель с электрическими автоматами, а под ней — пространство для размещения холодильника или микроволновой печи, справа от которой на лицевой стороне тумбы расположена панель управления зеркалами. Для удобства обслуживания оборудования пульта каждая тумба имеет закрывающиеся на замок дверцы.

#### Кабина машиниста бустерной секции

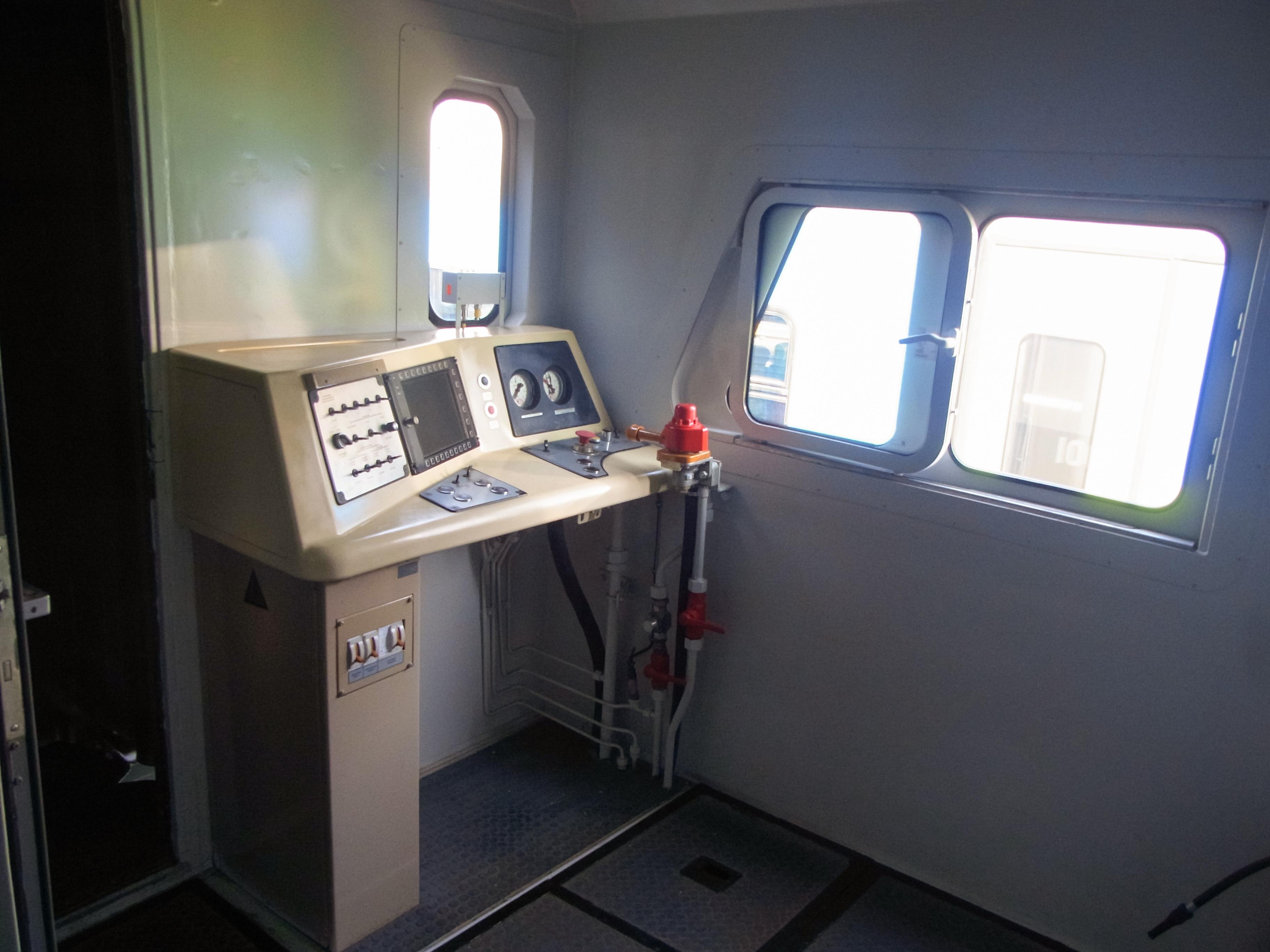
Кабина машиниста бустерной секции тепловоза 3ТЭ25К^{2М}

В головной части бустерной секции расположена кабина машиниста упрощённого типа, с правой стороны которой имеется упрощённый пульт управления для маневровых работ, производимых одним машинистом. Кабина имеет небольшое узкое стекло над пультом управления спереди и стандартное боковое окно с форточкой с правой стороны, сиденья в кабине отсутствуют. В центральной части кабины спереди расположена открываемая поворотом внутрь дверь межсекционного перехода.
Пульт управления представляет собой столешницу, закреплённую на тумбе с левой стороны и правой стене. На пульте присутствуют только базовые органы управления для маневровых работ, позволяющие двигаться локомотиву с небольшой скоростью и не предусмотренные для поездной работы. Пульт состоит из двух частей — горизонтальной и наклонной.

На горизонтальной части пульта с левой стороны расположены кнопки запуска и останова дизеля, а с правой — кнопки управления тягой в маневровом режиме и рукоятка вспомогательного локомотивного пневматического тормоза, воздуховоды которого, в отличие от кабины головной секции, не спрятаны в тумбу. Верхняя наклонная часть пульта состоит из двух панелей — левой, расположенной под углом, и правой, расположенной прямо. На левой панели с левой стороны расположены переключатели, а с правой — многофункциональный дисплей микропроцессорной системы управления. На правой панели имеется два стрелочных пневматических манометра.

#### Машинное отделение

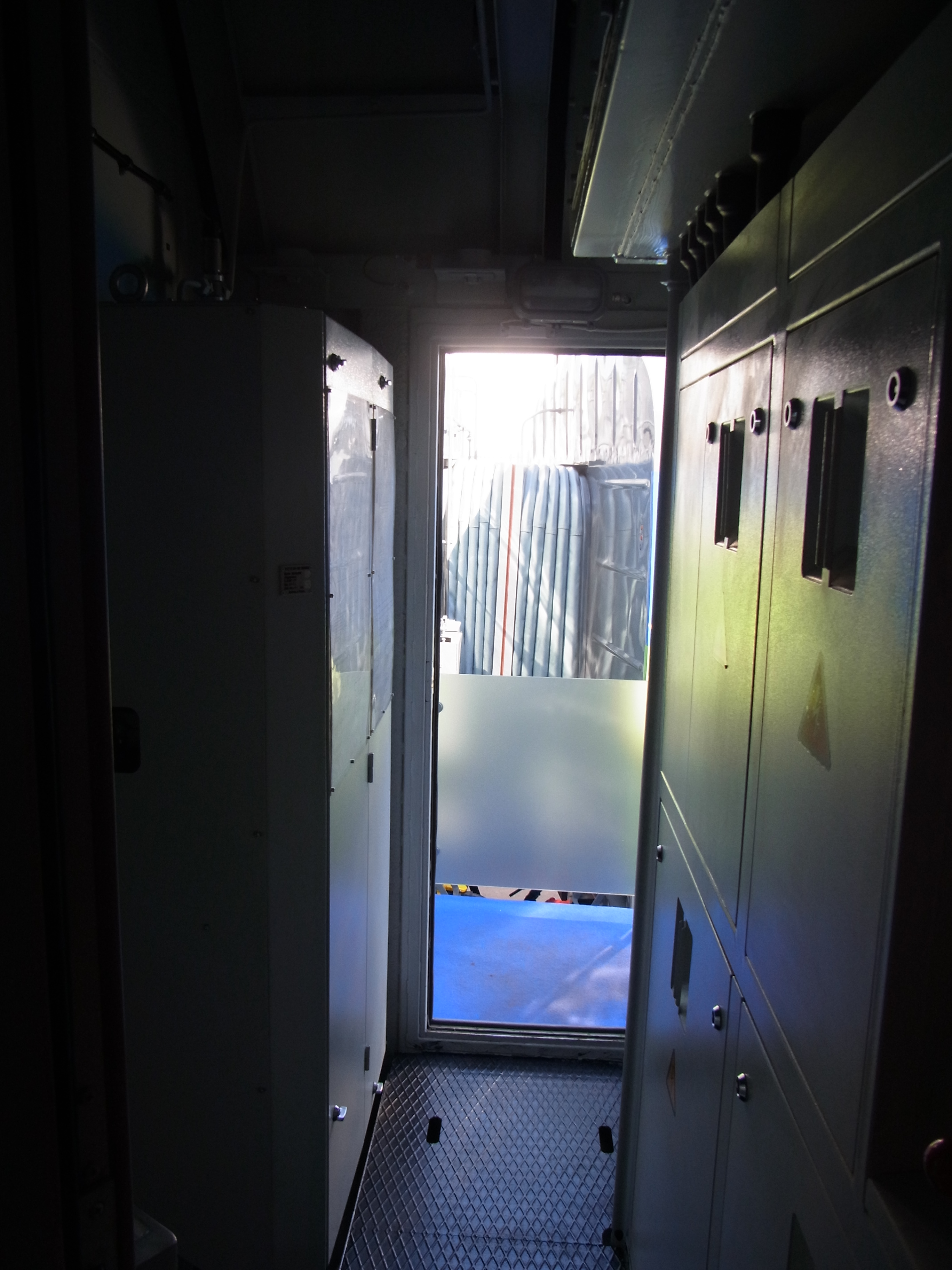
Тамбур в 3ТЭ25К^{2М}

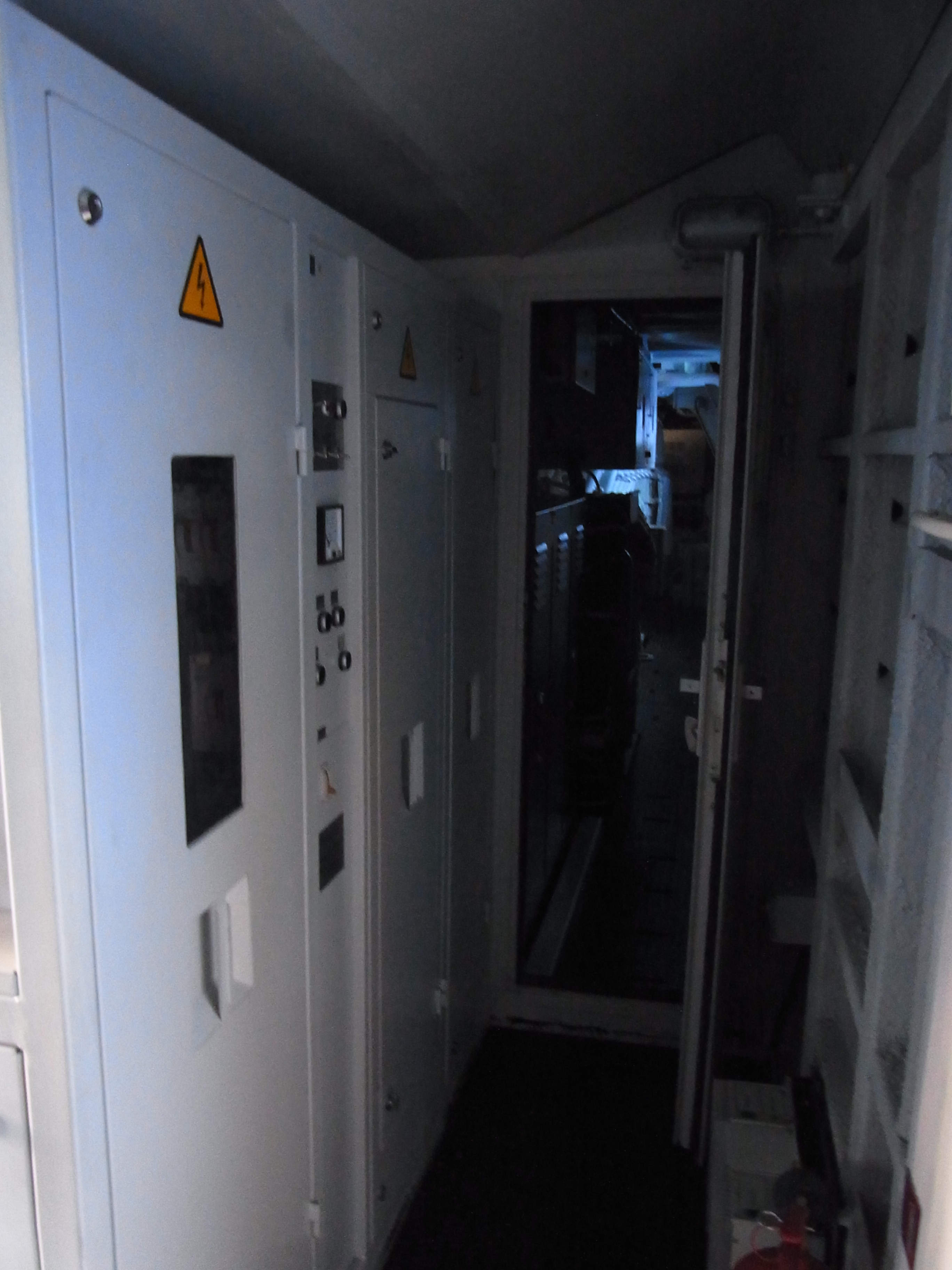
Коридор аппаратной камеры в 3ТЭ25К^{2М}

Большую часть внутреннего пространства тепловоза занимает машинное отделение, разделённое на три части — аппаратное помещение, дизель-генераторное помещение и холодильную камеру. Каждое из помещений машинного отделения отделено друг от друга перегородками.

##### Тамбур и аппаратное помещение
Непосредственно за кабиной машиниста находится тамбур и объединённое с ним аппаратное помещение, в котором размещена часть электрооборудования, устройство обработки информации, унифицированный блок тормозного оборудования, блоки радиостанции и системы безопасности (устанавливаются на задней стенке кабины), шкаф для одежды. Аппаратное помещение является продолжением тамбура и имеет два боковых прохода, а в его средней части расположены стойки с электрооборудованием.

В крыше над аппаратной камерой размещён блок электродинамического тормоза с принудительным охлаждением тормозных резисторов. В боковых стенах тамбура расположены входные двери. Спереди тамбура по центру расположена дверь в кабину машиниста, а сзади вблизи краёв — двери в дизельное помещение.

##### Дизель-генераторное помещение
Дизель-генераторное помещение, расположенное за аппаратным, является самым длинным из всех помещений тепловоза. Проход в дизель-генераторном помещении осуществляется по краям вдоль стен, в то время как по центру продольно установлен дизельный двигатель и тяговый и вспомогательный генераторы и возбудитель со стороны аппаратной камеры. На тяговом генераторе установлен стартёр-генератор для запуска дизеля, питания цепей управления и заряда аккумуляторной батареи. На дизеле установлены два водомасляных теплообменника, самоочищающийся полнопоточный фильтр масла, фильтры тонкой очистки топлива, терморегулятор, комплект датчиков, электронный регулятор частоты вращения.
Кроме дизель-генератора, в дизельном помещении размещены топливоподкачивающий агрегат, топливоподогреватель, воздухоочистители дизеля, бункеры передних песочниц, тяговый выпрямитель, управляемый выпрямитель возбуждения, компрессорный агрегат с системой подготовки и очистки сжатого воздуха, воздуховоды охлаждения тяговых двигателей. В одной из секций тепловоза позади дизеля с правой стороны установлен санузел с биологически чистым туалетом и умывальником для локомотивной бригады, на другой секции предусмотрено место под размещение санузла.

В крышах дизельного помещения расположены радиальные мотор-вентиляторы (для охлаждения тягового генератора, тяговых двигателей передней и задней тележки с системой очистки, тягового управляемого выпрямительного модуля с системой очистки), глушитель-искрогаситель на выхлопе дизеля, расширительный водяной бак, вытяжной вентилятор, вентиляторы отсоса пыли из систем очистки воздуха охлаждения тягового электрооборудования.

##### Холодильное помещение

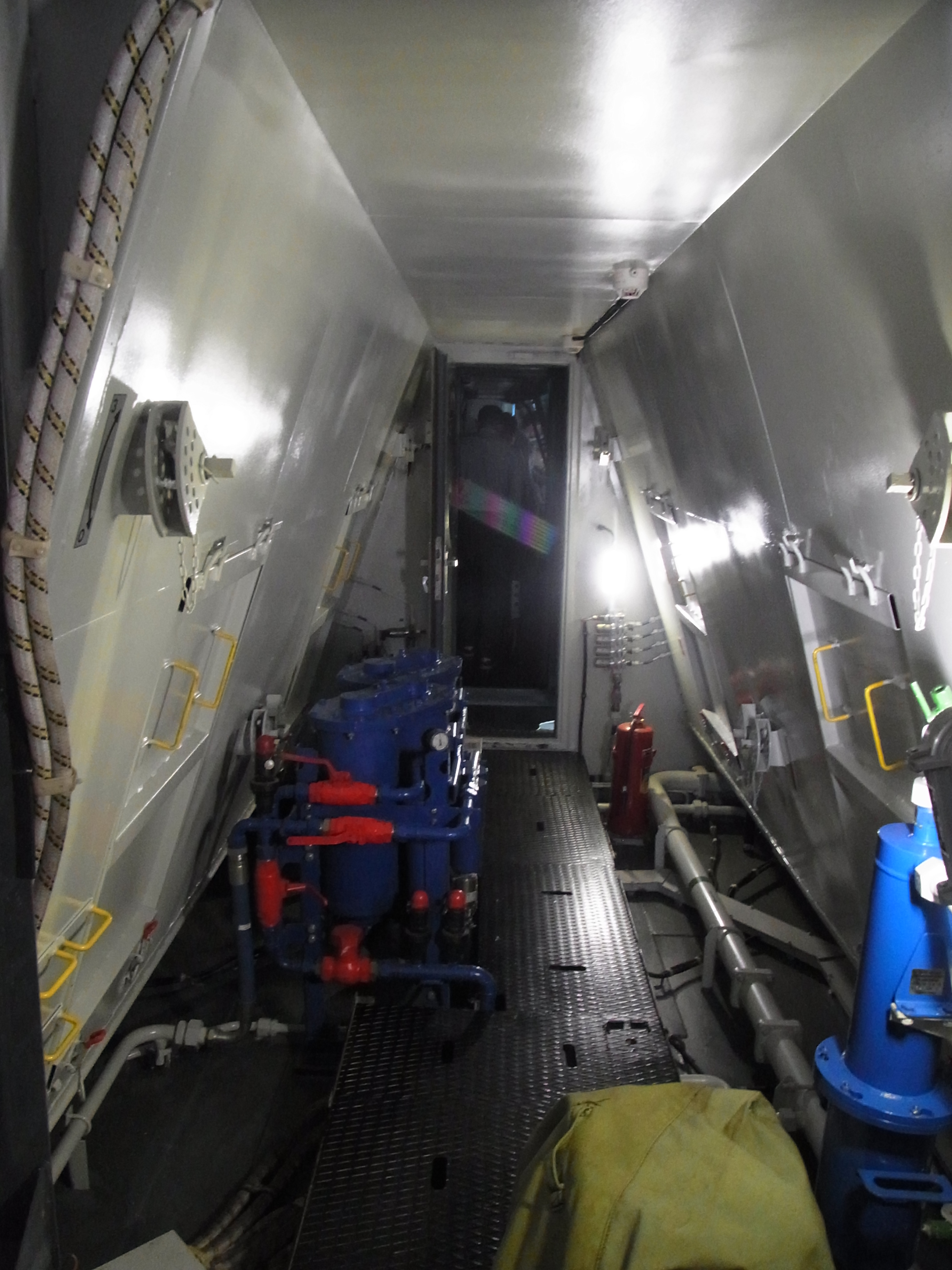
Холодильная камера в 3ТЭ25К^{2М}

В задней части секции за дизельным помещением размещена холодильная камера, в которой размещены блоки охлаждающих секций, осевые мотор-вентиляторы и используемые в зимнее время года нагреватели воды дизеля. Под шахтой холодильника расположены мотор-вентилятор для охлаждения двигателей задней тележки, компрессор и насосы системы нагрева дизеля. Стены в холодильной камере наклонены и образуют узкий центральный проход. У тепловоза 2ТЭ25К стены наклонены незначительно и имеются только в верхней части холодильной камеры, образуя узкий проход, в то время как пространство снизу остаётся свободным для доступа к оборудованию. У 2ТЭ25КМ стены расположены во всю высоту помещения и имеют значительно большей уклон, образуя проход с сечением трапециевидной формы, более широкий внизу чем вверху, а для доступа к оборудованию в стенах предусмотрены крышки.

У тепловоза 2ТЭ25К за холодильной камерой в самой задней части секции имеется тамбур, в котором установлены преобразователи собственных нужд, газовые резервуары системы пожаротушения, мотор-вентиляторы охлаждения электродвигателей холодильной камеры и бункеры задних песочниц. У 2ТЭ25КМ тамбур и холодильная камера образуют единое пространство по стенам, а оборудование частично размещено за ними. В задней торцевой стенке по центру размещена дверь межсекционного перехода.

### Силовой агрегат

#### Дизель

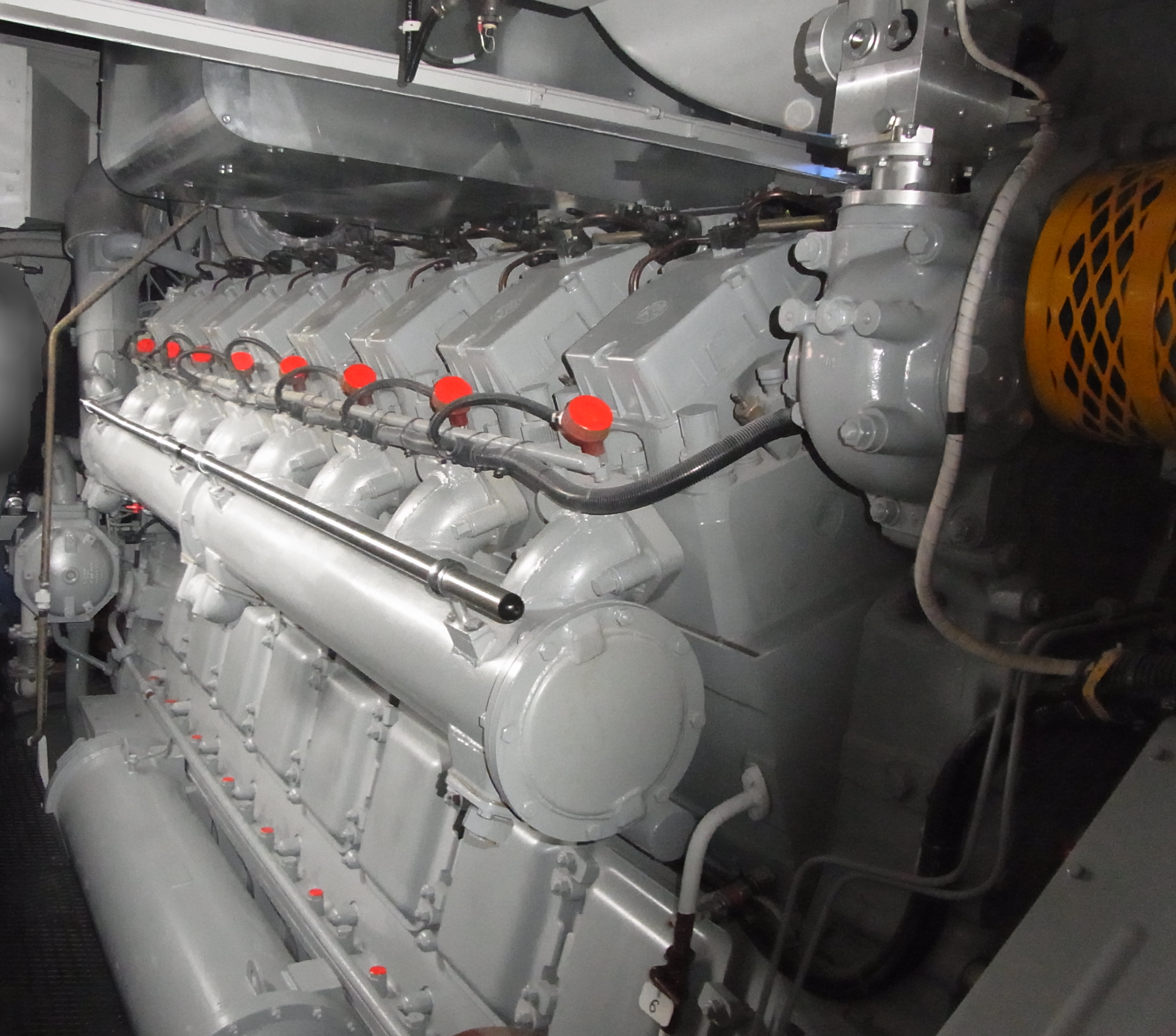
Дизель 5Д49 тепловоза 2ТЭ25К^{М}

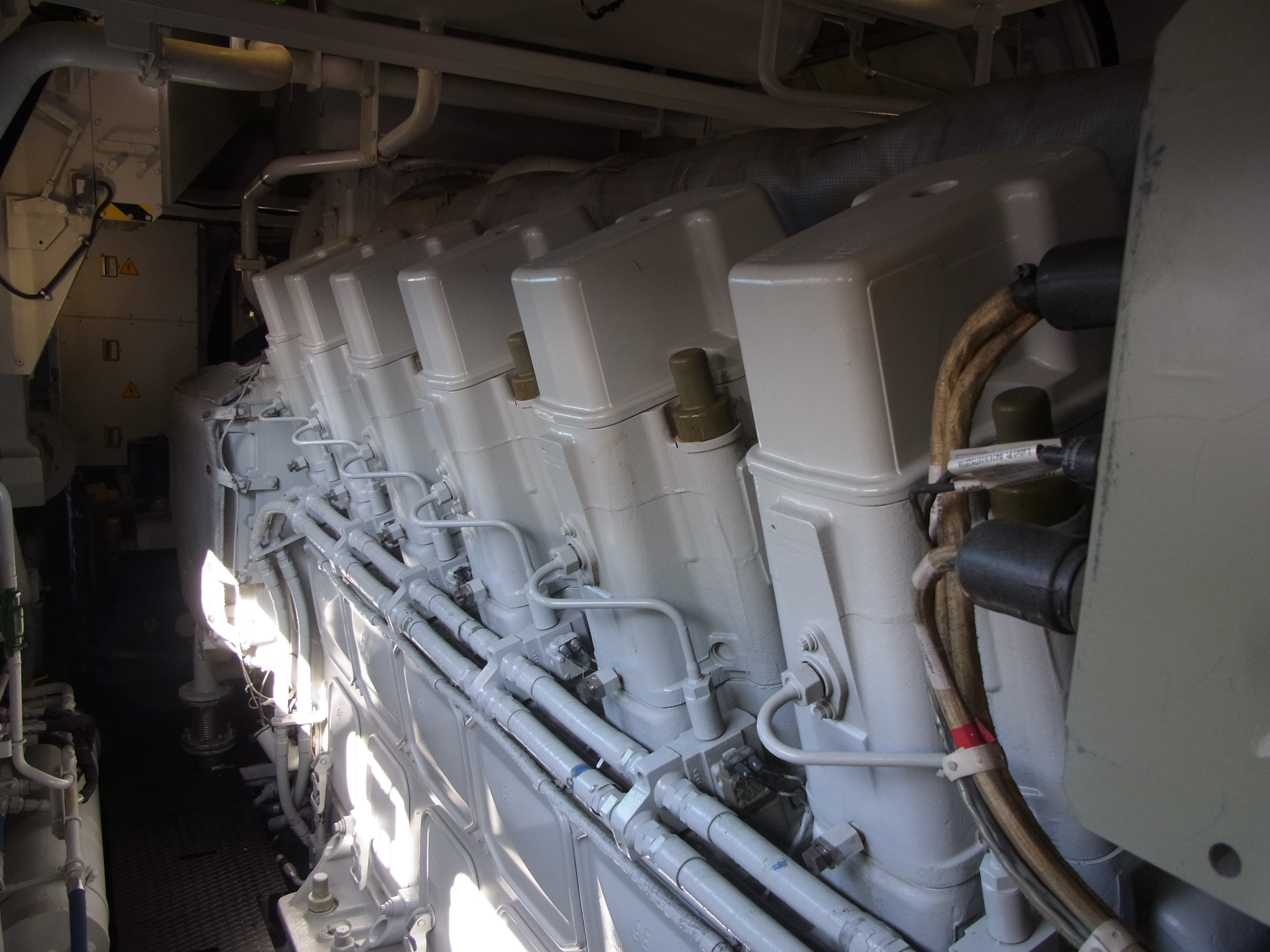
Дизель GEVO V12 тепловоза 3ТЭ25К^{2М}

В середине машинного отделения каждой секции тепловозов семейства ТЭ25К установлен дизель-генератор, состоящий из V-образного четырёхтактного дизельного двигателя с газотурбинным наддувом и охлаждением наддувочного воздуха и электрогенераторного агрегата, приводимого во вращение дизелем через пластинчатую муфту.
Работа дизель-генератора без ограничения по времени допустима на всех позициях контроллера, кроме холостого хода, непрерывная работа на котором более двух часов нежелательна.
На каждой секции тепловозов 2ТЭ25К установлен дизель-генератор модели 21-26ДГ-02 с дизелем типа Д49 12ЧН26/26 номинальной мощностью 2500 кВт (3400 л. с.), близкий к устанавливаемому на 2ТЭ25А дизель-генератору модели 21-26ДГ-01. На 2ТЭ25КМ установлен аналогичный применяемым на 2ТЭ116У дизель-генератор 18-9ДГ с дизелем типа 5Д49 мощностью 2650 кВт.
На тепловозах 2ТЭ25К2М/3ТЭ25К2М установлен аналогичный применяемым на 2ТЭ116УД дизель-генератор с двигателем GEVO V12 производства фирмы General Electric мощностью 3100 кВт.
Основные сравнительные технические характеристики дизельных двигателей всех тепловозов семейства ТЭ25 представлены в таблице:
| Параметр                                                | Модель тепловоза | Модель тепловоза | Модель тепловоза | Модель тепловоза | Модель тепловоза |
| Параметр                                                | 2ТЭ25К           | 2ТЭ25КМ          | 3ТЭ25К2М         | 2ТЭ25А           | 2ТЭ25АМ          |
| ------------------------------------------------------- | ---------------- | ---------------- | ---------------- | ---------------- | ---------------- |
| Тип дизель-генератора                                   | 21-26ДГ          | 18-9ДГ           | ?                | 21-26ДГ-01       | ?                |
| Тип дизеля                                              | Д49 12ЧН26/26    | 5Д49 16ЧН26/26   | GEVO V12         | 2Д49 12ЧН26/26   | MTU 20V4000R43   |
| Число цилиндров                                         | 12               | 16               | 12               | 12               | 20               |
| Диаметр цилиндра, мм                                    | 260              | 260              | 250              | 260              | 170              |
| Ход поршня, мм                                          | 260              | 260              | 320              | 260              | 210              |
| Рабочий объём цилиндра, л                               | 13,8             | 13,8             | 15,71            | 13,8             | 4,77             |
| Рабочий объём дизеля, л                                 | 165,65           | 220,8            | 188,5            | 165,65           | 95,4             |
| Номинальная частота вращения, об/мин                    | 1000             | 1000             | 1050             | 1000             | 1800             |
| Мощность при максимальной частоте вращения, кВт (л. с.) | 2500 (3400)      | 2650 (3603)      | 3100 (4215)      | 2500 (3400)      | 2700 (3671)      |
| Минимальная устойчивая частота вращения, об/мин         | 350              | 350              | 330              | 350              | 600              |

#### Генераторы

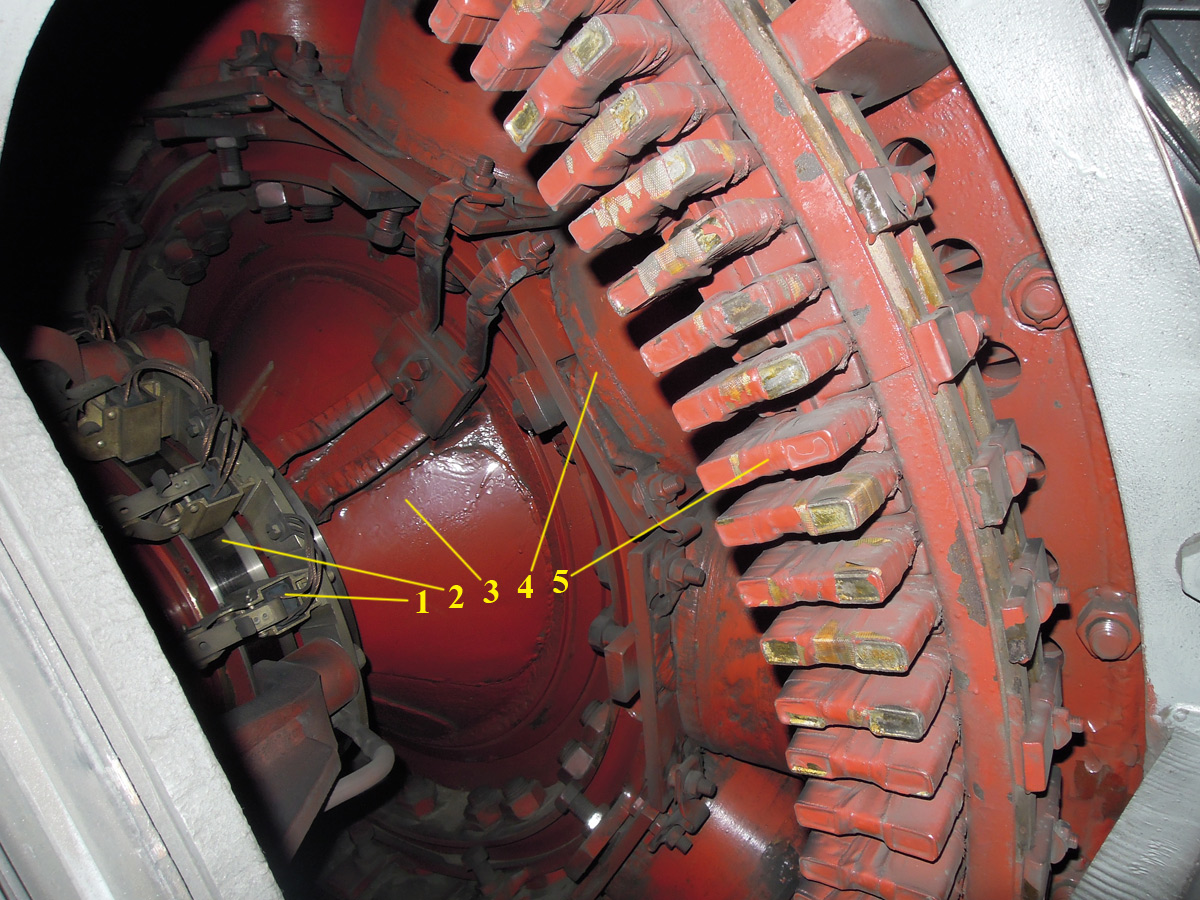
Тяговый генератор ГС-501АУ2 тепловоза 2ТЭ25К^{М}

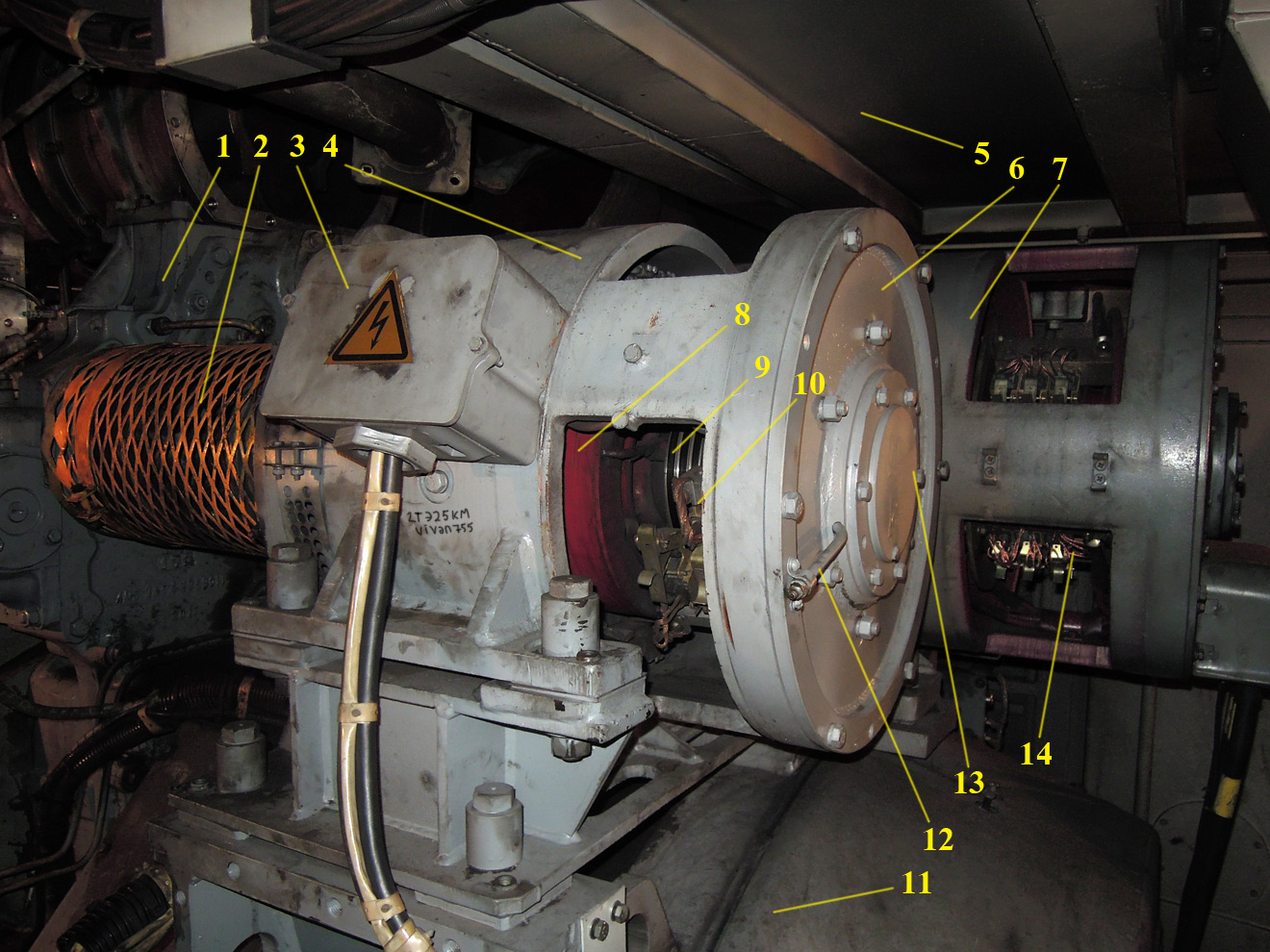
Возбудитель (на переднем плане) и стартёр-генератор (на заднем плане) тепловоза 2ТЭ25К^{М}, размещённые на тяговом генераторе

Тяговый генератор служит для преобразования механической энергии вращения дизеля в электрическую для последующего питания тяговых двигателей, а вспомогательный — для энергоснабжения электрических машин (вентиляторы, компрессоры). Генератор установлен на общей поддизельной раме перед дизелем, его ротор соединяется с валом дизеля через пластинчатую муфту. На тепловозе 2ТЭ25К применяется тяговый агрегат АСТГ 2800/400-1000У2, состоящий из смонтированных в одном корпусе двух синхронных трёхфазных генераторов — тягового и вспомогательного. На тепловозах 2ТЭ25КМ и 2(3)ТЭ25К3М вместо сдвоенного установлен одиночный генератор ГС-501 АУ2 или ГСТ-2800-1000У2 или ГТСН-2800, схожий по конструкции с тяговым генератором в составе агрегата АСТГ 2800/400-1000У2. На тепловозах 2(3)ТЭ25К2М установлен тяговый агрегат АТ2С-2800/400Б, также схожий по устройству с АСТГ 2800/400-1000У2, но предназначенный для работы с дизелем GEVO V12.
Тяговые генераторы обоих типов синхронные, с независимым возбуждением и принудительной вентиляцией, имеют две статорные обмотки, соединённые по схеме «звезда» с нулевым выводом и сдвинутые друг относительно друга на 30 градусов. Сравнительные характеристики этих генераторов приведены в таблице:
| Параметр                                                                 | Модель тепловоза     | Модель тепловоза                       | Модель тепловоза |
| Параметр                                                                 | 2ТЭ25К               | 2ТЭ25КМ и 2(3)ТЭ25К3М                  | 2(3)ТЭ25К2М      |
| ------------------------------------------------------------------------ | -------------------- | -------------------------------------- | ---------------- |
| Тип генератора                                                           | АСТГ 2800/400-1000У2 | ГСТ-2800-1000У2, ГС-501 АУ2, ГТСН-2800 | АТ2С-2800/400Б   |
| Номинальная мощность генератора (или тяговых обмоток агрегата), кВт      | 2300                 | 2325                                   | 2800             |
| Линейное напряжение, В                                                   | 580 / 330            | 580 / 335                              | 580/365          |
| Ток фазный, А                                                            | ?                    | 2×1245 / 2×2200                        | 2х1520/2х2400    |
| Номинальная частота вращения, об/мин                                     | 1000                 | 1000                                   | 1050             |
| Номинальная частота тока, Гц                                             | 100                  | 100                                    | 105              |
| Число фаз                                                                | 6                    | 6                                      | 6                |
| Коэффициент полезного действия генератора (или тяговых обмоток агрегата) | 0,955 / 0,95         | 0,958 / 0,948                          | 0,955 / 0,95     |

Вспомогательный генератор в составе тягового агрегата на тепловозах 2ТЭ25К и 2(3)ТЭ25К2М синхронный, с самовозбуждением, имеет две статорные обмотки для питания вспомогательных электрических машин, соединённые звездой и сдвинутые друг относительно друга на 30 эл. градусов. Обмотки собственных нужд вспомогательного генератора выполнены с нулевым выводом звезды. Мощность вспомогательного генератора — 400 кВт, линейное напряжение — 400 В.

#### Стартёр-генератор
На тяговом генераторе установлен соединённый с дизелем самовентилируемый стартёр-генератор, используемый как в качестве стартёра дизеля, так и для работы в качестве вспомогательного генератора постоянного тока для питания низковольтной бортовой сети тепловоза. На тепловозах 2ТЭ25К применяется стартёр-генератор 6СГ-У2, на 2ТЭ25КМ 5СГ-У2 или 5ПСГМ-У2. Стартёр-генератор и его детали рассчитаны на ударную нагрузку с ускорением 60 м/с2 вдоль продольной оси. Возбуждение стартёр-генератора в генераторном режиме — независимое, в стартерном режиме — последовательное. В стартерном режиме время нормального пуска составляет до 12 с; число повторных попыток запуска дизеля — 3 с интервалом в 20—40 с. Дальнейшие попытки запуска в случае неудачи производятся с паузой не менее нескольких минут.

#### Выпрямитель
Для преобразования выработанного тяговым генератором переменного тока в постоянный, подаваемый на тяговые двигатели, используется тиристорная управляемая выпрямительная установка. Корпус выпрямительной установки имеет съёмные крышки с защитными блокировками, которые снимают возбуждение с тягового агрегата при их открывании. На тепловозе 2ТЭ25К устанавливается выпрямительная установка М-ТПП-3600Д-У2, на 2ТЭ25КМ — М-ТПП-3600М-1-У2.
Установка состоит из шести управляемых трёхфазных выпрямителей. Каждый выпрямитель содержит 6 тиристоров, платы формирователей импульсов, платы диодного режима, платы питания, входные предохранители и измерительные датчики напряжения. Внутри установки также расположены два трансформатора синхронизации. Каждая из двух трёхфазных звёзд тягового генератора подключена к трём выпрямителям, таким образом на каждый из них приходит одна из шести фаз и каждый из них питает свой тяговый двигатель. Выпрямители управляются микропроцессорной системой управления, обеспечивающей поосное регулирование силы тяги каждого из двигателей.

#### Тяговые электродвигатели
На тепловозе на каждой секции установлено шесть параллельно включённых коллекторных тяговых электродвигателей, по три на тележку с индивидуальным приводом колёсных пар. На тепловозе 2ТЭ25К применяются электродвигатели ЭДУ-133Ц, на ранних 2ТЭ25КМ — ЭДУ-133Ц и ЭД-133Ц-УХЛ1 производства Харьковского завода тяжёлого машиностроения, а на более поздних 2ТЭ25КМ и 2(3)ТЭ25К2М, 2(3)ТЭ25К3М — двигатели ДТК-417Ц или ДТК-417К производства Новочеркасского электровозостроительного завода, ЭДТ-133К производства ООО «Сибэлектропривод». Каждый тяговый электродвигатель представляет собой четырёхполюсную электрическую машину постоянного тока с последовательным возбуждением. Конструкция полюсов исключает возможность свободного перемещения катушки относительно полюсного сердечника, механического износа, взаимного перемещения витков катушки. В конструкции якоря имеется переходная втулка, позволяющая смену вала без замены обмотки. Двигатели имеют воздушное принудительное охлаждение от центробежных вентиляторов, по одному на тележку. Максимальная мощность двигателей ЭДУ-133 и ДТК-417Ц в тяговом режиме составляет 414 и 417 кВт соответственно.
Технические характеристики двигателей на тепловозах семейства ТЭ25К приведены в таблице:
| Параметр                                  | Модель тепловоза | Модель тепловоза |
| Параметр                                  | 2ТЭ25К           | 2ТЭ25КМ          |
| ----------------------------------------- | ---------------- | ---------------- |
| Мощность на валу в длительном режиме, кВт | 350              | 366              |
| Максимальная частота вращения, об/мин     | 2320             | 2320             |
| Напряжение, В                             | 430 / 750        | 449 / 750        |
| Ток, А                                    | 840 / 475        | 890 / 533        |
| Момент на валу, кГм                       | 618              | 672              |
| Максимальный ток при трогании, А          | 1250             | 1130             |
| Мощность в тормозном режиме, кВт          | 380              | 450              |
| КПД, при токе длительного режима          | 0,92             | 0,914            |

### Система управления
Тепловоз оснащён многофункциональной микропроцессорной системой управления, служащей для управления и регулирования режимами работы основного и вспомогательного оборудования тепловоза, а также для диагностики работы систем локомотива и передачи информации машинисту. Система включает в себя устройство обработки информации, цифровой дисплей в кабине машиниста, контроллер, тяговый выпрямитель, блок коммутации сигналов, датчики и электрические кабели.
Система управления питается от бортовой низковольтной сети постоянного тока напряжения 110 В через два вольтодобавочных устройства, поддерживающих стабильное напряжения питания при отключённом дизеле и даже во время запуска дизеля при глубокой просадке напряжения бортовой сети.
Система управления оборудованием обеспечивает контроль и управление дизель-генераторной установкой, формирование оптимальных характеристик дизеля, генератора, тяговых электродвигателей в режимах тяги с поосным регулированием силы тяги, электрического торможения и холостого хода, программное управление запуском и остановом дизеля и изменение его частоты вращения, управление температурным режимом теплоносителей, защитными устройствами силового и вспомогательного оборудования тепловоза.
Система диагностики обеспечивает автоматический контроль состояния и работы силовой электрической схемы и схемы управления, силового и вспомогательного оборудования тепловоза, оперативный поиск места и определение причин отказов контролируемого оборудования, влияющего на безопасность движения. Система управления тепловозом, сигнальные и предохранительные устройства обеспечивают дистанционное управление соединёнными секциями с одного пульта управления. Вся информация о состоянии систем управления транслируется в кабину машиниста на дисплей бортового компьютера.
Главной частью системы управления является устройство обработки информации, размещённое в металлической стойке в аппаратном помещении за кабиной машиниста. Устройства на всех секциях тепловоза связаны между собой и обмениваются информацией и управляющими сигналами. В устройство поступает информация от датчиков тока, напряжения, давления, частоты вращения, измерителя температуры, электронного регулятора частоты вращения коленчатого вала дизеля, унифицированного комплекса тормозного оборудования, вспомогательных преобразователей на IGBT-транзисторах, контроллера и дисплейного модуля в кабине машиниста, о состоянии реле, контакторов, блокировок. Обработка информации и выработка соответствующих команд и сигналов в осуществляется микропроцессорной компьютерной системой по алгоритмам управления, регулирования и диагностики, записанным в виде прикладных программ.
На основе поступающих данных вырабатываются управляющие команды всей коммутационной аппаратуре (контакторам, реле, электропневматическим вентилям), полупроводниковым преобразователям выпрямителя возбуждения и тягового выпрямителя, электронному регулятору частоты вращения коленчатого вала дизеля, вспомогательным преобразователям на IGBT-транзисторах, унифицированному комплексу тормозного оборудования, а также даются соответствующие команды и сигналы в аналогичные устройства других секций. Обмен информацией реализован через «токовые петли», а также в виде цифровых сигналов по интерфейсу RS-422 или Ethernet.

## Эксплуатация

### 2ТЭ25К
Первый тепловоз 2ТЭ25К-0001 после презентации в августе 2005 года изначально проходил испытания на экспериментальном кольце ВНИИЖТ в Щербинке (Московская область). Затем в 2006 году он некоторое время находился в опытной эксплуатации в депо ТЧЭ-2 Ртищево Юго-Восточной железной дороги. В августе 2006 года в честь дня железнодорожника он демонстрировался в Санкт-Петербурге на путях Варшавского вокзала, использовавшихся в качестве музейной площадки.
В начале 2007 года первый тепловоз проходил испытания в Коломне на линии Голутвин — Озёры под руководством ВНИКТИ с привлечением специалистов ВНИИЖТ и ВНИИАС, а также скоростные испытания на участке Майкоп — Белореченская (Северо-Кавказская железная дорога). В апреле его испытания были завершены, и он был отправлен для окончательных сертификационных испытаний на кольцо ВНИИЖТ и был окончательно сертифицирован в августе того же года, а в сентябре того же года демонстрировался на территории депо кольца в рамках международной выставки Экспо 1520.
Осенью 2007 года тепловоз был отправлен в депо ТЧЭ-22 Печора Северной железной дороги. Второй тепловоз в 2007 году проходил эксплуатационные испытания в депо Брянск II, а также демонстрировался на выставке Экспо 1520 на кольце ВНИИЖТ в Щербинке в сентябре того же года.
В дальнейшем все тепловозы серии поступали с завода депо Печора. В октябре 2008 года тепловоз 2ТЭ25К-0003 провёл первый состав весом 5200 тонн с углём от Инты до станции Сосногорск.
За время эксплуатации у тепловозов 2ТЭ25К было выявлено множество проблем, связанных главным образом с низкой надёжностью комплектующих, что стало причиной более 80 % случаев выхода из строя. В целом модель на тот момент была ещё достаточно «сырой» и не удовлетворяла ожидаемым показателям надёжности. По состоянию на начало сентября 2010 из 15 тепловозов этой серии в работе были только 4, а остальные находились на модернизации или внеплановых ремонтах.
В 2010 году в связи с частым выходом из строя все тепловозы 2ТЭ25К были переведены на Московскую железную дорогу в депо ТЧЭ-29 Курск-Сортировочный, где ввиду близости Брянского завода было проще организовать их ремонтную базу и осуществлять ремонт под контролем специалистов производителя. Позднее тепловозы передавались в другие депо в пределах дороги — с 2011 года часть тепловозов временно эксплуатировалась в депо ТЧЭ-46 Брянск-II, однако в дальнейшем все тепловозы были оттуда возвращены. По состоянию на вторую половину 2010-х годов, в работе стабильно находилась примерно половина выпущенных локомотивов серии 2ТЭ25К.
В 2016 и 2017 годах часть тепловозов была переведена в депо ТЧЭ-36 Новомосковск, а в 2018 — в ТЧЭ-46 Брянск-II. Остальные тепловозы были переданы на консервацию, впоследствии часть из них была расконсервирована, и самый последний тепловоз серии в 2019 году поступил в депо Лихоборы в Москве. Данные по приписке и состоянию эксплуатации тепловозов по номерам по состоянию на середину 2021 года приведены в таблице:
| Оператор                   | Дорога     | Депо или местонахождение | Количество | Номера                | Состояние       |
| Российские железные дороги | Московская | Брянск-II                | 2          | 0004, 0005            | эксплуатируются |
| Российские железные дороги | Московская | Брянск-II                | 6          | 0002, 0006—0009, 0013 | консервация     |
| Российские железные дороги | Московская | Курск-Сортировочный      | 4          | 0001, 0010—0012       | консервация     |
| Российские железные дороги | Московская | Унеча (база запаса)      | 1          | 0003                  | консервация     |
| Российские железные дороги | Московская | Лихоборы                 | 2          | 0014, 0015            | эксплуатируется |

### 2ТЭ25КМ

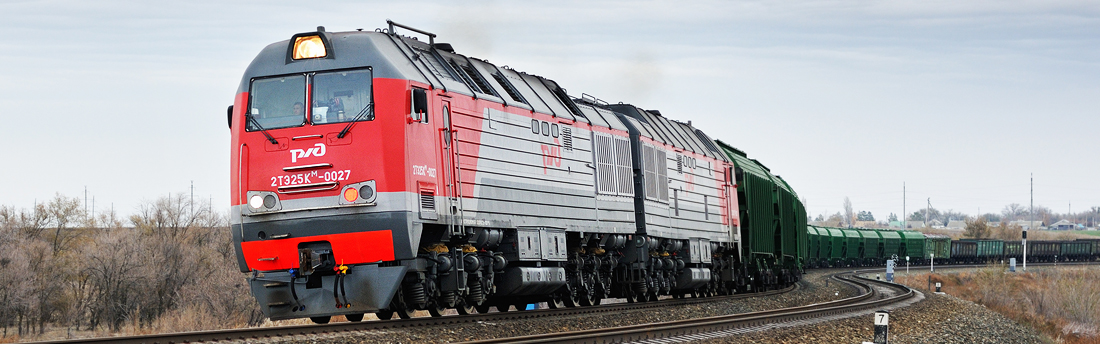
Тепловоз 2ТЭ25К^{М}−0027 с грузовым поездом

В начале 2015 года первые тепловозы серии проходили испытания в Коломне на линии Голутвин — Озёры под руководством ВНИКТИ. В марте того же года они поступили в депо ТЧЭ-46 Брянск II Московской железной дороги, где проводились их эксплуатационные испытания. Первые поездки осуществлялись на участке Брянск — Орёл в сопровождении другого тепловоза, затем тепловозы начали курсировать в одиночку на участке Брянск — Гомель. Локомотивы водили составы массой до 6340 тонн. Перед этим на Брянском заводе было обучено четыре локомотивные бригады, которые отметили улучшения и повышение надёжности в сравнении с оригинальным 2ТЭ25К и удобство в управлении.
В дальнейшем помимо депо ТЧЭ-46 Брянск II локомотивы во второй половине 2015 года начали поступать ТЧЭ-14 Оренбург Южно-Уральской дороги и ТЧЭ-12 Краснодар Северо-Кавказской дороги, а с 2016 года тепловозы в массовом порядке стали поступать в депо ТЧЭ-13 Ершов Приволжской дороги. В дальнейшем все тепловозы из Оренбурга были переданы в депо Ершов, а пять локомотивов из последнего — в депо Сенная. Позднее в 2017 году часть тепловозов была распределена по множеству других депо Московской, Северо-Кавказской и Приволжской железных дорог, при этом самый большой парк (более ста тепловозов) приходится на депо Ершов, а в остальных депо обслуживается от нескольких до трёх десятков локомотивов.
6 октября 2017 года на 318 километре перегона Малая Андреевка — Турдей в Тульской области произошёл сход с рельс тепловоза 2ТЭ25КМ−0187 и 24 вагонов, в ходе которого часть вагонов опрокинулась, а локомотив получил незначительные повреждения. Впоследствии он был отремонтирован и продолжил эксплуатацию.
Три тепловоза 2ТЭ25КМ с номерами 0249, 0258 и 0356 были проданы Сибирской угольной энергетической компании и поступили в депо Тугнуйского погрузочно-транспортного управления (станция Тугнуй, посёлок Саган-Нур), где начали водить грузовые поезда на вывозе угля с Тугнуйского месторождения на неэлектрифицированном 63-километровом участке Тугнуй — Татарский Ключ в составе 72-километрового ответвления Тугнуй — Челутай (на станции Татарский Ключ производится смена локомотива на электровоз). Внедрение этих локомотивов вместо 2ТЭ10М позволило повысить вес поездов c 4000 до 5600 тонн.
Пять тепловозов серии с номерами 0256, 0257, 0357, 0358 и 0359 были проданы Улан-Баторской железной дороге в Монголию. Эти локомотивы с учётом особенностей эксплуатации в засушливой пыльной местности были оснащены дополнительными элементами защиты от пыли в конструкции системы воздухоочистки, дизель-генератора, электрических аппаратов и кабины машиниста. Пылезащитные элементы применены в конструкции тележек тепловоза.
В 2018 году тепловозы 2ТЭ25КМ начали поступать на Октябрьскую железную дорогу в депо Великие Луки. Первая партия, поступившая в 2018 году, составила 25 локомотивов. В октябре 2018 года на участке Волоколамск — Себеж Октябрьской железной дороги проводились испытания тепловоза 2ТЭ25КМ с составами повышенного веса, которые стали частью опытной эксплуатации этих машин. Поездки проводились при увеличении массы поездов с 4,9 тыс. до 5,5 тыс. тонн. В результате подтверждена возможность постоянной эксплуатации тепловозов данной модификации с поездами массой до 5,3 тыс. тонн, а в отдельных случаях до 5,5 тыс. тонн. Тепловозы начали работать на международных маршрутах Волоколамск — Ржев — Великие Луки — Себеж — Резекне (Латвия) и Новосокольники — Невель — Витебск (Белоруссия). В 2019 году контракт с Трансмашхолдингом на ещё 10 тепловозов серии для эксплуатации в том же депо заказала компания «БалтТрансСервис». По состоянию на середину 2019 года была поставлена половина этой партии локомотивов.
С 2019 года была расширена география эксплуатации «Пересветов» на сети РЖД: они стали поступать на Южно-Уральскую (депо Челябинск-Главный), Горьковскую (Агрыз) и Куйбышевскую (Ульяновск) железные дороги. Также в Ульяновск было передано четыре тепловоза ранних выпусков. Два тепловоза из депо Ершов с номерами 0223 и 0240 временно передавались в депо Комсомольск Дальневосточной железной дороги с марта по май 2019 года для проведения испытаний.
В начале 2019 года для эксплуатации на Шубаркольском месторождении в Казахстане компании «Шубарколь комир» был поставлен тепловоз с номером 0450. После предэксплуатационной подготовки и проведения реостатных испытаний состоялась пробная поездка тепловоза длиной 50 километров с грузовым составом из 35 вагонов весом по 76 тонн каждый, в ходе которой локомотив показал хорошие тяговые характеристики, развив на подъёме скорость в 57 км/ч. После завершения испытаний тепловоз начнёт поездки с составами из 100—150 вагонов по маршруту Породная — Кызылжар — Атасу длиной в 270 км.
В начале 2020 года для эксплуатации на Качарском месторождении в Казахстане компании «ССГПО» был поставлен тепловоз с номером 0472, который заменил в эксплуатации менее мощные тепловозы 2ТЭ10М.
В мае 2020 года пять тепловозов серии 2ТЭ25КМ были переданы из депо Ершов в депо Калининград, Калининградской железной дороги.
В ноябре один тепловоз серии 2ТЭ25КМ был впервые поставлен в Туркменистан, где был торжественно встречен согласно исконным национальным традициям и обычаям.

### 2ТЭ25К2Ми 3ТЭ25К2М

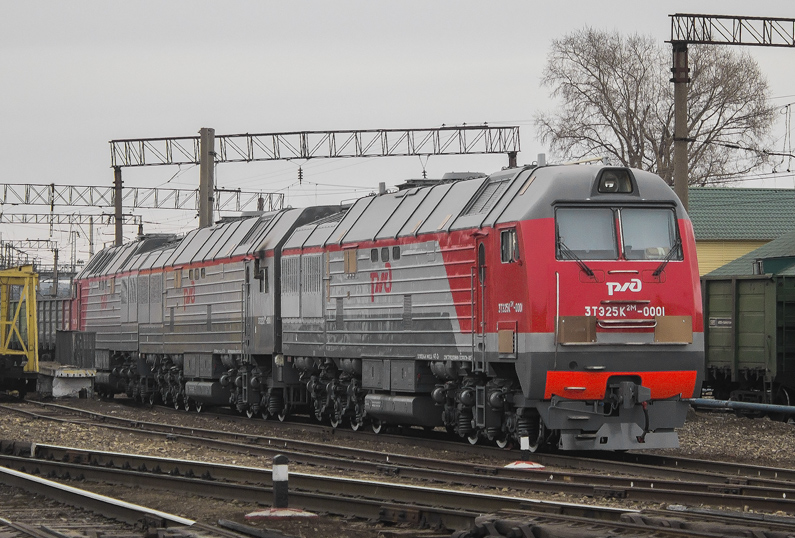
Тепловоз 3ТЭ25К^{2М}−0001 на станции во время перегонки

В марте 2017 года один из тепловозов 3ТЭ25К2М был отправлен на испытательный 5000-километровый пробег на линию Брянск — Орёл с припиской на станции Курбакинская Орловско-Курского региона Московской железной дороги. Вскоре тепловозы были направлены для испытаний на кольцо ВНИИЖТ в Щербинке. В мае 2017 года второй тепловоз был направлен для испытаний на Северо-Кавказскую железную дорогу, а затем вернулся на Московскую дорогу для прохождения опытной эксплуатации, базируясь в депо Курбакинская и депо Курск. Тепловоз водил составы весом до 8230 тонн и за всё время опытной эксплуатации перевёз в общей сложности около 240 000 тонн груза, пройдя при этом расстояние порядка 11 тысяч км. Первый тепловоз остался на кольце и с 30 августа по 2 сентября 2017 года демонстрировался на выставке Экспо 1520 на территории депо испытательного кольца ВНИИЖТ в Щербинке.
В сентябре 2017 года после завершения основных испытаний второй тепловоз был отправлен в опытную эксплуатацию в депо Тында на Байкало-Амурскую магистраль, где на постоянной основе в двух- и трёхсекционной компоновке эксплуатируются тепловозы 2ТЭ25А и где также ранее планировалось внедрение чуть более мощных по сравнению с 2ТЭ25А тепловозов модификации 2ТЭ25АМ с немецкими двигателями MTU, опытная эксплуатация которых зимой на БАМе не увенчалась успехом из-за отказов тягового привода и неприемлемых в условиях холодного климата сбоёв в системе обогрева теплоносителей дизеля.

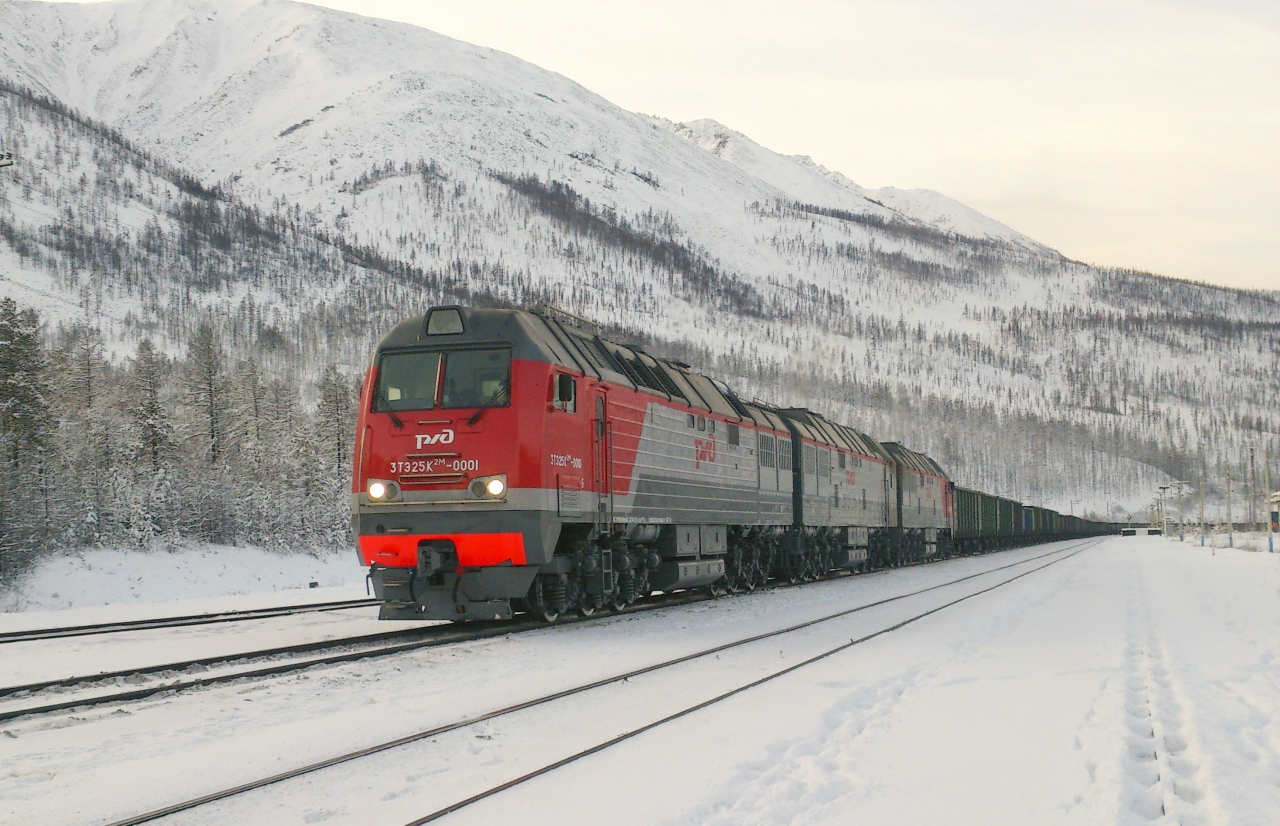
Тепловоз 3ТЭ25К^{2М}−0001 с грузовым поездом на БАМе

В конце ноября 2017 года первый тепловоз был направлен в опытную эксплуатацию на БАМ в депо Новая Чара и прибыл туда 12 декабря 2017 года. С 17 января 2018 года он начал эксплуатироваться на удлинённом маршруте Таксимо — Ванино. В ходе эксплуатации в течение зимы проверялись как тяговые характеристики локомотива при вождении тяжёлых составов, в том числе на заснеженных путях, так и отказоустойчивость работы оборудования при сильных морозах, а также сравнивалась эффективность новых машин с трёхсекционными сцепами 2ТЭ25А. За время эксплуатации тепловоз показал устойчивую работу при низкой температуре окружающего воздуха и большую эффективность в сравнении с 2ТЭ25А и 3ТЭ10МК на тяжёлых длительных подъёмах, которые при следовании с грузовым составом преодолевали их со скоростью 27 км/ч, в то время как 3ТЭ25К2М — со скоростью 47 км/ч. Всего в ходе подконтрольной эксплуатации локомотивы прошли 50 тысяч километров пробега для окончательного подтверждения их соответствия всем необходимым требованиям. После завершения испытаний первый тепловоз серии вернулся на завод летом 2018 года, а второй остался работать в депо Тында.
Осенью 2020 года проведены испытания двухсекционного 2ТЭ25К2М, со сравнением его характеристик с трёхсекционным тепловозом 3ТЭ10МК при одинаковом весе состава. Причина проведения сравнительных испытаний — планы ОАО «РЖД» по обновлению подвижного состава на Восточном полигоне. Цель проведения — оценка перспективы эксплуатации тепловозов серии 2ТЭ25К2М на Дальневосточной и Восточно-Сибирской железных дорогах. Испытания подтвердили, что 2ТЭ25К2М способен водить составы на сложных участках пути двумя секциями вместо трёхсекционных тепловозов прошлых серий (экономия топлива по сравнению с 3ТЭ10МК составила около 10%). Локомотив продемонстрировал высокие тяговые свойства на участках Дальневосточной и Восточно-Сибирской железных дорог с малым радиусом кривых, подъёмами, тоннелями (то есть со сложным профилем пути).
Тягово-энергетические испытания тепловоза 3ТЭ25К2М завершились в начале 2021 года и прошли на участке Воздвиженский — Гродеково — Суйфэньхэ в три этапа. От станции Воздвиженский до Гродеково локомотив провёл поезд весом 7100 тонн практически без серьёзных замечаний. Это значит, что на станции Воздвиженский не нужно будет делать перелом веса поезда при смене вида тяги на тепловозную. Второй этап испытаний прошёл неудачно (не получилось взять вес в 5900 тонн на участке Гродеково – Суйфэньхэ). На подъёме не хватило сцепления колеса с рельсом, пришлось задействовать локомотив-прикрытие. Поэтому на третьем этапе испытаний было принято решение провезти вес 5200 тонн; в итоге испытания прошли успешно.
В дальнейшем планируется наладить серийную поставку таких тепловозов в депо Тында, где с их помощью планируется постепенно заменить устаревший парк неэффективных тепловозов 3ТЭ10М и организовать непрерывное движение тяжёлых составов весом до 7100 тонн по горному маршруту Таксимо — Тында — Новый Ургал — Комсомольск — Советская Гавань общей протяжённостью более 2,8 тысячи километров в одну сторону. По оценке специалистов Всероссийского института инженеров железнодорожного транспорта, применение тепловозов 3ТЭ25К2М вместо тепловозов 3ТЭ10МК в условиях БАМа приведёт к снижению затрат жизненного цикла более чем на 30 % при сроке окупаемости локомотива менее 10 лет. По состоянию на 2021 год, все тепловозы РЖД приписаны к депо ТЧЭ-9 Комсомольск Дальневосточной железной дороги.
В начале 2021 года партию из шести тепловозов 3ТЭ25К2М заказала компания ООО «Эльга-Транс» для эксплуатации на линии Улак — Эльга. Первые три тепловоза были введены в эксплуатацию в конце августа.

### 2ТЭ25К3Ми 3ТЭ25К3М
В мае 2019 года тепловозы обеих серий были направлены во ВНИКТИ в Коломне для прохождения испытаний. После завершения испытаний планировалось, что тепловозы 2ТЭ25К3М смогут водить на равнинном профиле грузовые составы весом до 6200 тонн, а 3ТЭ25К3М — до 9300 тонн.
После окончания испытаний в 2021 году тепловозы были возвращены на завод и в 2022 году переделаны в обычные 2ТЭ25КМ

## Критика
Глава «Российских железных дорог» Олег Белозеров в письме министру промышленности Денису Мантурову в мае 2021 года указал на низкое качество тепловозов серий 2ТЭ25А «Витязь», 2ТЭ25КМ и 3ТЭ25К2М. Их необходимая надёжность не достигается из-за конструктивных недостатков и неритмичной работы сервисной компании. При эксплуатации этих тепловозов на БАМе были зафиксированы массовые случаи неисправностей тяговых электродвигателей, вызвавшие многочасовые перерывы в движении поездов..

### Комментарии
1. 1 2  Только международные рейсы из России. В депо операторов страны локомотивы не обслуживаются

### Официальные сайты производителя
- Тепловоз 2ТЭ25К. и 2ТЭ25КМ. Официальный сайт. АО «Трансмашхолдинг». Дата обращения: 14 августа 2021. Архивировано 5 декабря 2017 года.
- Магистральный грузовой двухсекционный тепловоз 2ТЭ25КМ. Официальный сайт. Брянский машиностроительный завод. Дата обращения: 14 августа 2021. Архивировано 14 августа 2021 года.
- Магистральный грузовой тепловоз 2(3)ТЭ25К2М. Официальный сайт. Брянский машиностроительный завод. Дата обращения: 14 августа 2021. Архивировано 14 августа 2021 года.

### Фотогалереи и базы приписки
- Список подвижного состава 2ТЭ25К. Дата обращения: 13 марта 2022. Архивировано 19 ноября 2018 года., 2ТЭ25КМ. Дата обращения: 13 марта 2022. Архивировано 1 апреля 2018 года., 2ТЭ25К2М. Дата обращения: 13 марта 2022. Архивировано 14 августа 2021 года., 3ТЭ25К2М. Дата обращения: 13 марта 2022. Архивировано 1 апреля 2018 года., 2ТЭ25К3М. и 3ТЭ25К3М. (фотогалерея и данные приписки). TrainPix. Дата обращения: 14 августа 2021.
- Список подвижного состава 2ТЭ25К. Дата обращения: 31 марта 2018. Архивировано 1 апреля 2018 года., 2ТЭ25КМ. Дата обращения: 7 июня 2017. Архивировано 11 июня 2017 года. и 3ТЭ25К2М. (фотогалерея и данные приписки). TrainPhoto.org.ua. Дата обращения: 14 августа 2021. Архивировано 23 января 2022 года.
- Фотогалерея ТЭ25К. Паровоз ИС. Дата обращения: 14 августа 2021.
- Фотогалерея 2ТЭ25К. и 2ТЭ25КМ. TrainPhoto.ru. Дата обращения: 14 августа 2021. Архивировано 27 октября 2020 года.
- Фотогалерея 2ТЭ25К. Дата обращения: 13 декабря 2017. Архивировано 14 декабря 2017 года. и 2ТЭ25КМ. Pfoto-RZD.com. Дата обращения: 14 августа 2021. Архивировано 27 января 2021 года.
- Виртуальная экскурсия по тепловозу 2ТЭ25КМ-0433 «Пересвет». 3dfab.ru. Дата обращения: 19 января 2022. Архивировано 19 января 2022 года.